# Список запусків Falcon 9 та Falcon Heavy

Сімейство ракет Falcon 9: Falcon 9 v1.0, v1.1, FT, Block 5, Falcon Heavy і Falcon Heavy Block 5

Список запусків Falcon 9 та Falcon Heavy — це перелік та основні характеристики польотів ракет Falcon 9 та Falcon Heavy американської компанії SpaceX. Основною особливістю цих ракет-носіїв є можливість багаторазового використання першого ступеня (прискорювача).

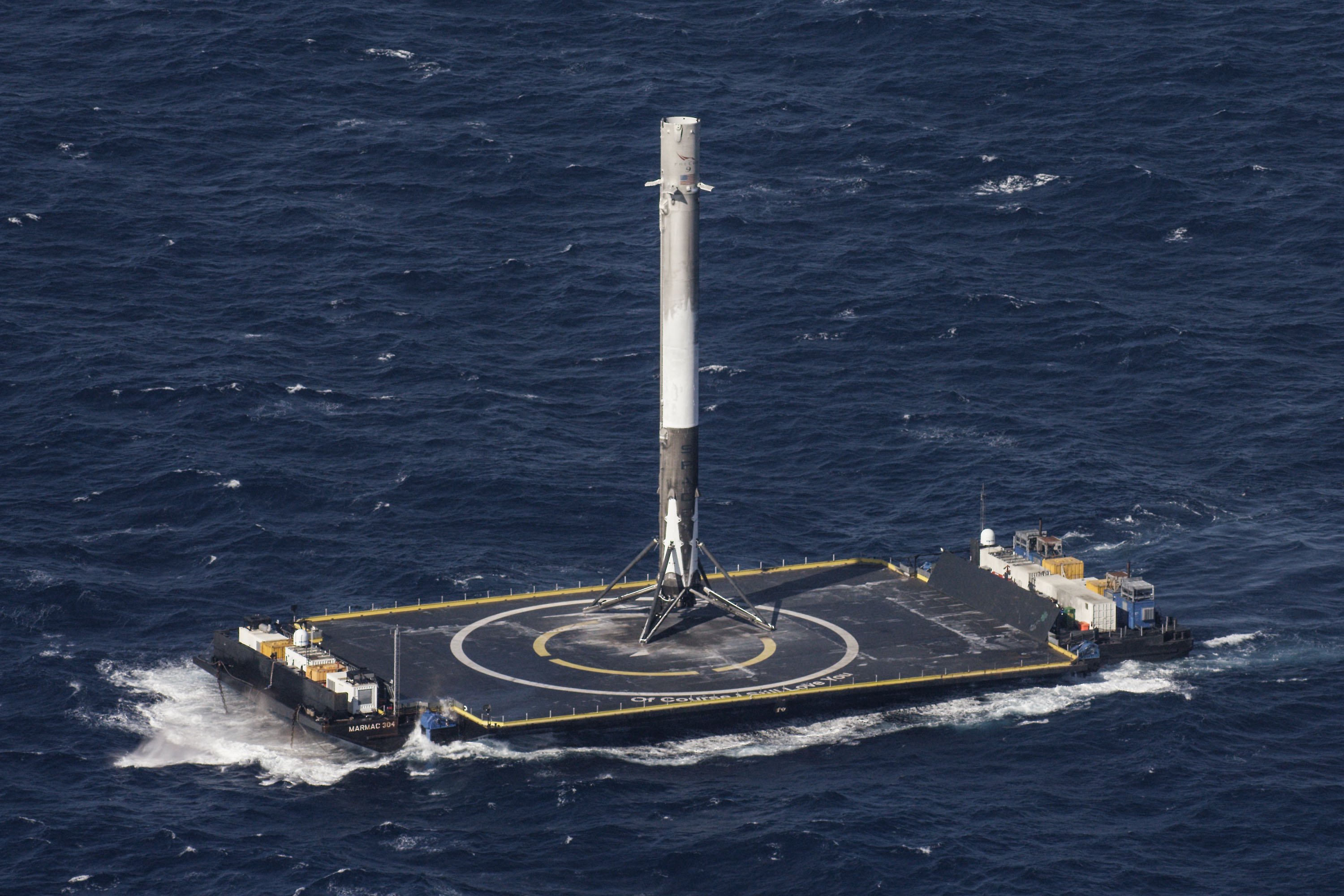
Перший ступінь на ASDS (8 квітня 2016)

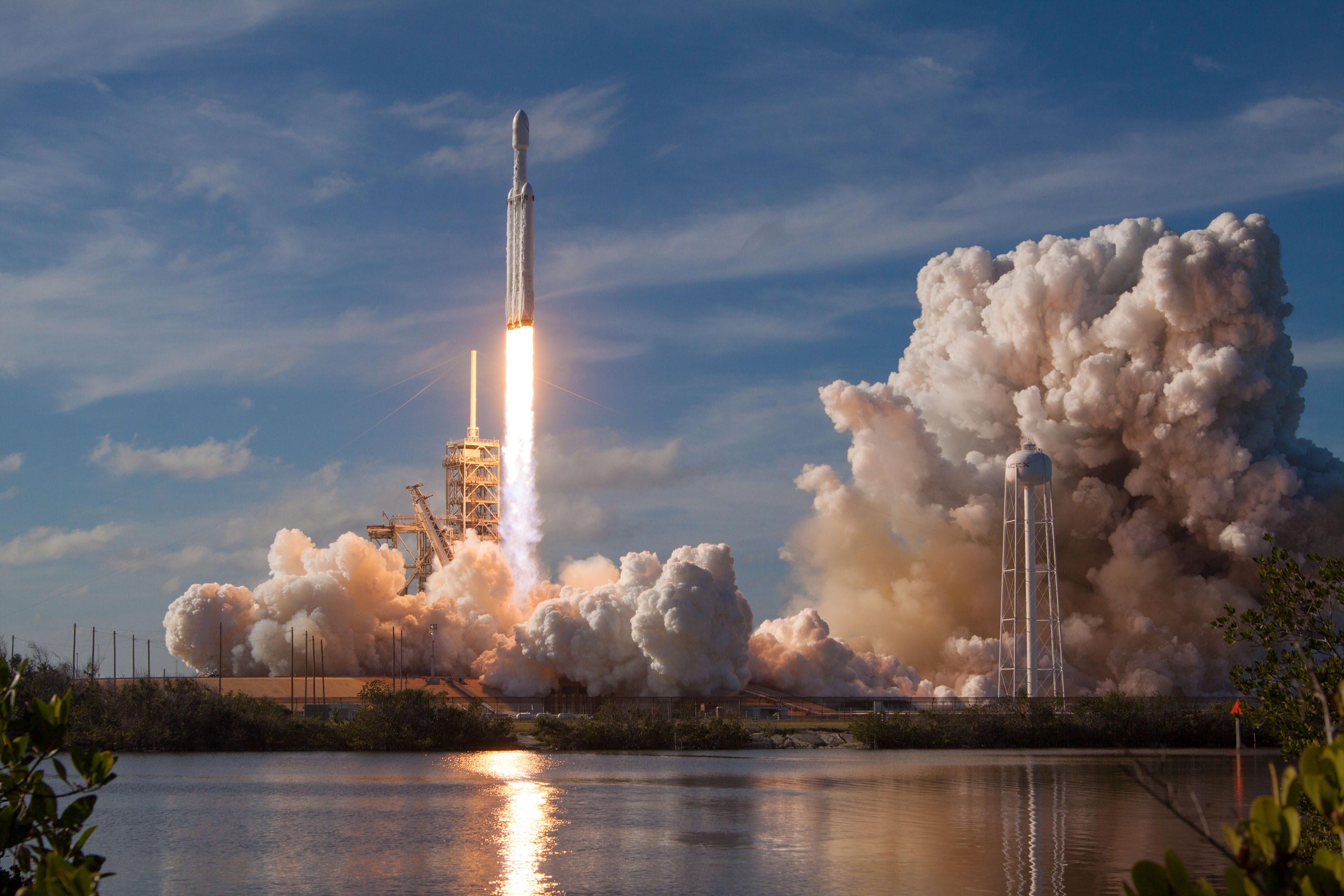
Перший запуск Falcon Heavy (6 лютого 2018)

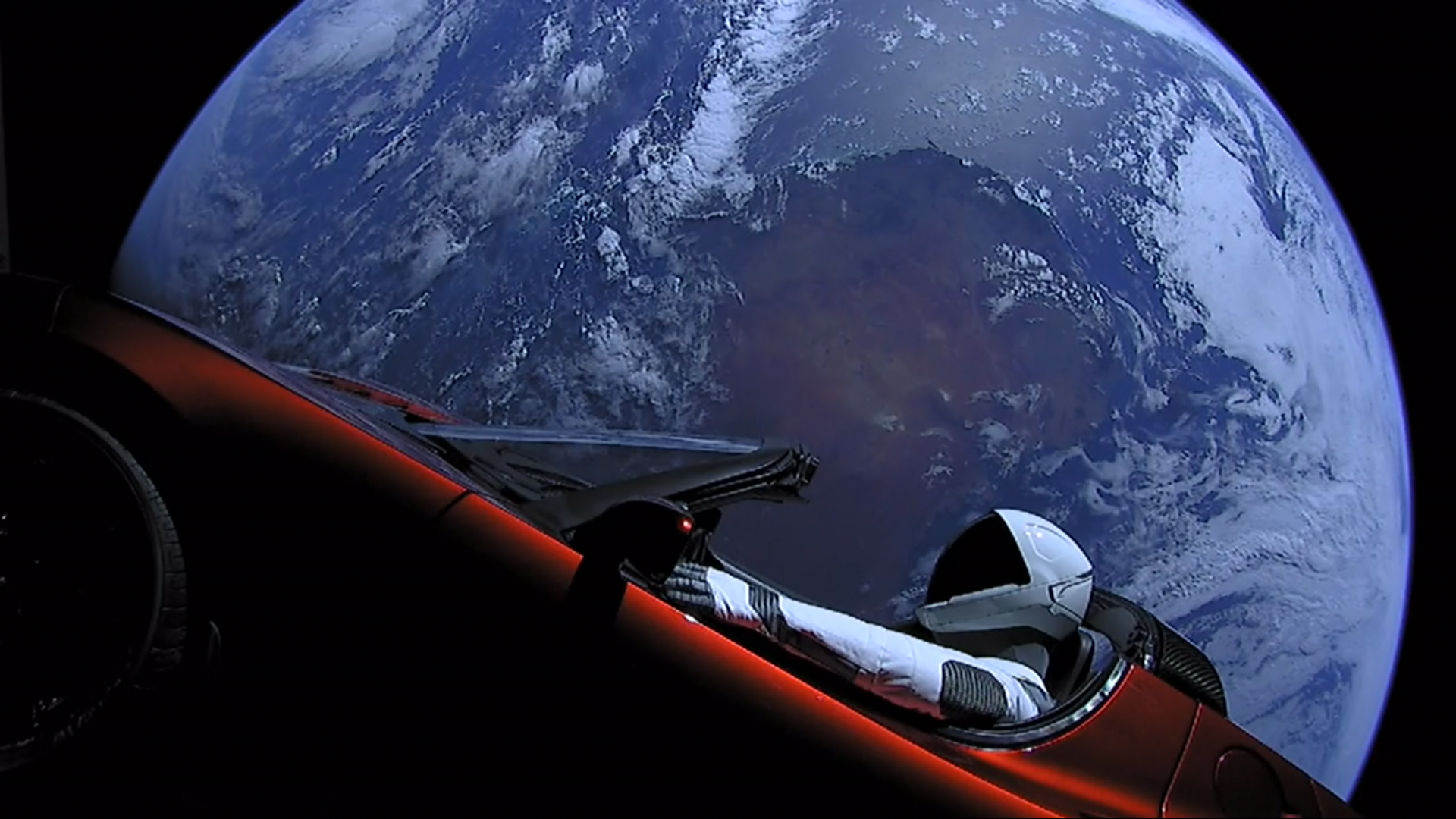
Starman «кермує» Roadster (6 лютого 2018)

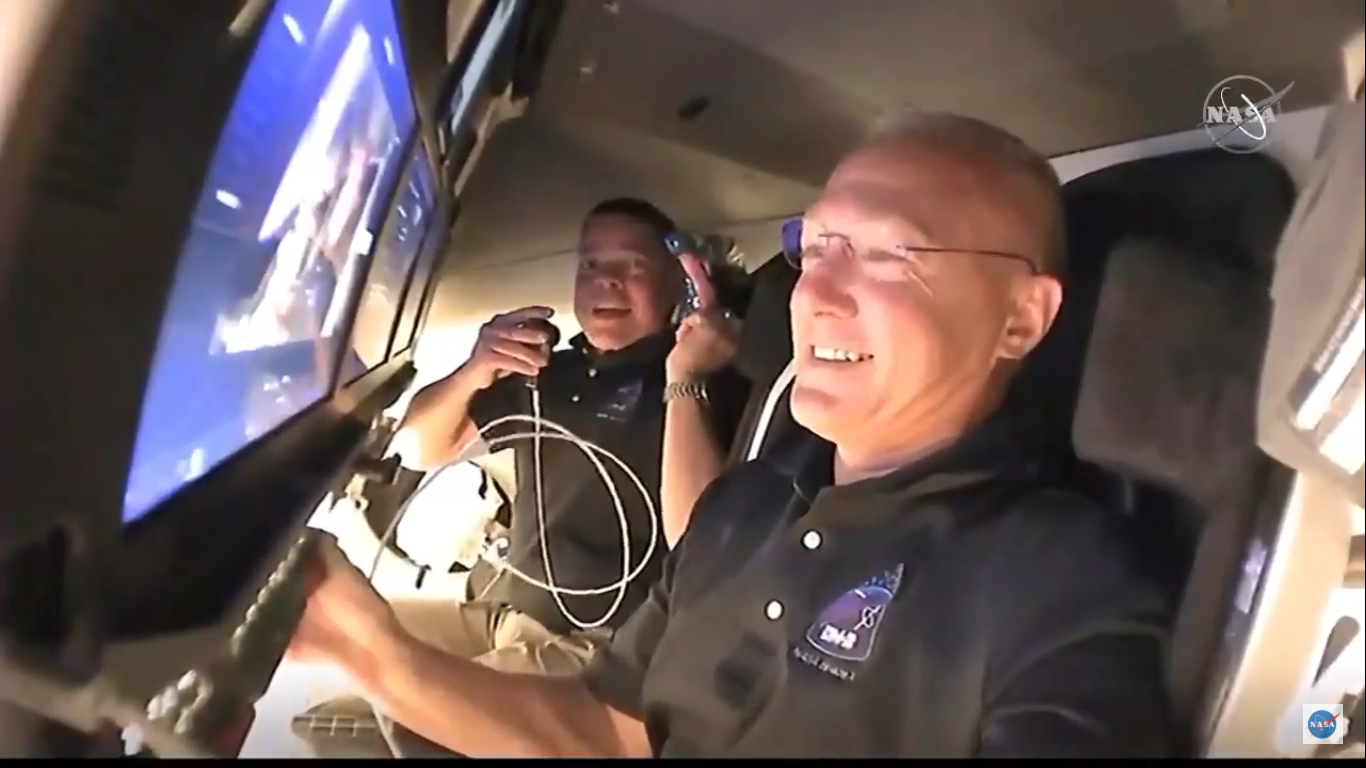
Астронавти Дуглас Герлі і Роберт Бенкен вперше летять до МКС на приватному КК Crew Dragon (30 травня 2020)

Falcon 9 була вперше запущена 4 червня 2010 року, а із запуском Falcon 9 Full Thrust (FT) 22 грудня 2015 року вдалося здійснити керований спуск і посадку на наземний майданчик і на плавучу платформу в океані Autonomous spaceport drone ship (8 квітня 2016 року). ASDS застосовується для економії палива на поверненні до суші. У разі запуску зі Східного узбережжя (КЦ ім. Кеннеді, LC-39A або бази ВПС США на мисі Канаверал, SLC-40) використовується платформа під назвою «Of Course I Still Love You». А коли політ стартував із авіабази Ванденберг, SLC-4E, то перший ступінь сідав на «Just Read the Instructions». Наприкінці 2020 року останню переправили на Схід.
З 2016 року SpaceX працює над відновленням обтікача корисного вантажу (КВ), вартість якого становить близько $6 млн. Для цього використовували два подібні кораблі «Ms. Tree» (колишня назва «Mr. Steven») і «Ms. Chief». Кожен із них був обладнаний чотирма спрямованими догори кронштейнами, між якими натягнута сітка, розміром 60 м×60 м. Опускаючись на парафойлі, половинки обтікача інколи потрапляли у неї. Вперше вдалося упіймати половинку 25 червня 2019 року. Наразі від ловіння в сітку відмовилися. Найчастіше половинки неушкодженими падають у воду, і їх дістають вже звідти. Відбулося їхнє п'яте повторне використання.
Обтікач КВ не застосовують, коли відбувається підйом космічного корабля (КК) Dragon. Ці запуски проходять у рамках контракту «Commercial Resupply Services» із НАСА щодо перевезення на та з МКС провізії та обладнання для експериментів.
6 лютого 2018 року здійснено тестовий політ Falcon Heavy, протягом якого ракета із першим ступенем, що складався із центрального та двох бокових прискорювачів, запустила на ГЦО автомобіль Tesla Roadster Ілона Маска. 11 травня 2018 року SpaceX вперше використала останню версію ракети Falcon 9 — Block 5. У порівнянні із Block 3 вона має збільшену тягу, покращений термозахист та можливість надшвидкого відновлення між польотами.
30 травня 2020 року згідно з контрактом із НАСА «Commercial Crew Development» відбувся перший за останні 9 років запуск астронавтів на МКС із території США. Відтепер замість вантажних космічних кораблів SpaceX використовуватиме Crew Dragon. Цей політ знаменний ще й тим, що розпочав еру застосування приватної техніки для перевезення людей у космосі.
9 травня 2021 року перший ступінь вперше запустили десятий раз. Найважчим корисним вантажем, піднятим на ННО стали 60 супутників Starlink загальною масою 15,6 т, а на ГПО — величезний супутник Intelsat 35e (6,761 т). Від початку застосування Falcon 9 спіткали дві серйозні невдачі: вибух ракети у польоті протягом місії CRS-7 у 2015 році та під час заливки пального (місія Amos-6) у 2016 році.
11 серпня 2024 року компанія SpaceX успішно запустила в космос одну і ту ж ракету-носій Falcon 9 в 22-й раз, чим встановила своєрідний рекорд живучості.

## Характеристичні діаграми польотів
Успішність запусків
- Успішно
- Частково успішно
- Втрачено протягом польоту
- Втрачено перед запуском

Запуски по версіям Falcon
- Falcon 9 v1.0
- Falcon 9 v1.1
- F9 FT Block 3, 4
- Block 3, 4 (повт. політ)
- Falcon 9 Block 5
- F9 Block 5 (повт. політ)
- Falcon Heavy

Розподіл по місцях запуску
- Мис Канаверал, LC-40
- Центр Кеннеді, LC-39A
- Ванденберг, SLC-4E

Місце посадки, успішність
- Наземн. майданчик, успіх
- Наземн. майданчик, невдача
- ASDS, успішно
- В океан, заплановано
- На парашуті, невдача
- ASDS, невдача
- В океан, невдача
- Без спроби

## Минулі запуски
Якщо здійснюється підйом корисного вантажу (КВ) великої маси, то приземлення бустера (першого ступеня) не заплановано, і до нього не кріпляться посадкові опори, решітчасті керуючі поверхні та інше обладнання для посадки. Але, експериментуючи, їх приєднували, і не плануючи збереження ступеня. Тоді випробовували спуск із екстремально низькими залишками палива, або на великій швидкості, саджаючи ступінь із реальною, а не зменшеною масою. Така посадка, зазвичай, описується словами «в океан, керовано».
У назві бустера після крапки вказано номер його запуску. Наведена у таблицях маса під час підйому космічних кораблів стосується лише безпосередньо екіпажу та КВ для МКС і не враховує масу самих кораблів. Жовтими клітинками відмічені ті, що запускаються у складі Falcon Heavy.

### 2010—2014 роки
| Політ № | Ракета, бустер | Дата запуску (UTC)     | Місія               | Маса, орбіта        | Замовник    | Стартовий майданчик, результат   | Посадка, результат |
| 1/1     | F9 v1.0, B0003 | 4 червня 2010, 18:45   | кваліфікація Dragon | ННО                 | SpaceX      | Канаверал, SLC-40, успіх         | парашути, невдача  |
| 1/1     | Запуск макета капсули космічного корабля, відстикування від другого ступеня не заплановане. Бустер згорів під час входження в атмосферу до розкриття парашутів |                        |                     |                     |             |                                  |                    |
| 2/2     | F9 v1.0, B0004 | 8 грудня 2010, 15:43   | Demo-політ-1        | 2 CubeSat+, ННО     | НАСА (COTS) | Канаверал, SLC-40, успіх         | парашути, невдача  |
| 2/2     | Перший запуск Dragon із справжньою капсулою. Здійснено підйом на орбіту, тригодинний політ із маневруванням для перевірки двигунів та входження у атмосферу. Секретним вантажем виявився контейнер із головкою сиру |                        |                     |                     |             |                                  |                    |
| 3/1     | F9 v1.0, B0005 | 22 травня 2012, 07:44  | Demo-політ-2        | 525 кг, ННО         | НАСА (COTS) | Канаверал, SLC-40, успіх         | без спроби         |
| 3/1     | Перед стикуванням до МКС Dragon провів низку тренувальних маневрів |                        |                     |                     |             |                                  |                    |
| 4/2     | F9 v1.0, B0006 | 8 жовтня 2012, 00:35   | CRS-1, Orbcomm OG-2 | 500 кг, 172 кг, ННО | НАСА (CRS)  | Канаверал, SLC-40, успіх (майже) | без спроби         |
| 4/2     | Головна місія повністю виконана, але через аварійне вимкнення одного двигуна Merlin додатковий сателіт не вдалося вивести на потрібну орбіту, і він упав |                        |                     |                     |             |                                  |                    |
| 5/1     | F9 v1.0, B0007 | 1 березня 2013, 15:10  | CRS-2               | 677 кг, ННО         | НАСА (CRS)  | Канаверал, SLC-40, успіх         | без спроби         |
| 6/2     | F9 v1.1, B1003 | 29 вересня 2013, 16:00 | CASSIOPE            | 500 кг, П ННО       | MBA         | Канаверал, SLC-40, успіх         | в океан, невдача   |
| 6/2     | Вперше зроблена спроба посадити прискорювач в океан, отримуючи при цьому необхідні показники. Перше увімкнення трьох двигунів пройшло нормально, але безпосередньо перед опусканням у воду ступінь почав обертатися, що завадило увімкненню центрального двигуна, і прискорювач зруйнувався                                              |                        |                     |                     |             |                                  |                    |
| 7/3     | F9 v1.1, B1004 | 3 грудня 2013, 22:41   | SES-8               | 3170 кг, ГПО        | SES         | Канаверал, SLC-40, успіх         | без спроби         |
| 7/3     | Вперше відбулося пробне повторне увімкнення двигуна другого ступеня |                        |                     |                     |             |                                  |                    |
| 8/1     | F9 v1.1, B1005 | 6 січня 2014, 22:06    | Thaicom 6           | 3325 кг, ГПО        | Thaicom     | Канаверал, SLC-40, успіх         | без спроби         |
| 9/2     | F9 v1.1, B1006 | 18 квітня 2014, 19:25  | CRS-3 (ELaNa 5)     | 2296 кг, ННО        | НАСА (CRS)  | Канаверал, SLC-40, успіх         | в океан, керовано  |
| 9/2     | Проведено перше тестування контрольованого спуску першого ступеня, на якому були встановлені посадкові опори. Він вдало виконав поставлену місію, але через заплановану посадку на воду був втрачений |                        |                     |                     |             |                                  |                    |
| 10/3    | F9 v1.1, B1007 | 14 липня 2014, 15:15   | Orbcomm-OG2-1       | 1316 кг, ННО        | Orbcomm     | Канаверал, SLC-40, успіх         | в океан, керовано  |
| 10/3    | КВ складався із 6 супутників, 172 кг кожен, плюс 2 симулятори по 142 кг. Чергове випробування керованого спуску: перший ступінь після відстикування уповільнився завдяки першому посадковому увімкненню двигунів, увійшов у атмосферу, вдруге увімкнув двигуни безпосередньо перед посадкою, розкрив посадкові опори і занурився в океан |                        |                     |                     |             |                                  |                    |
| 11/4    | F9 v1.1, B1008 | 5 серпня 2014, 8:00    | AsiaSat 8           | 4535 кг, ГПО        | AsiaSat     | Канаверал, SLC-40, успіх         | без спроби         |
| 12/5    | F9 v1.1, B1011 | 7 вересня 2014, 05:00  | AsiaSat 6           | 4428 кг, ГПО        | AsiaSat     | Канаверал, SLC-40, успіх         | без спроби         |
| 13/6    | F9 v1.1, B1010 | 21 вересня 2014, 05:52 | CRS-4               | 2216 кг, ННО        | НАСА (CRS)  | Канаверал, SLC-40, успіх         | в океан, невдача   |
| 13/6    | Керована посадка у воду зірвалася через передчасне закінчення рідкого кисню у прискорювачі |                        |                     |                     |             |                                  |                    |

### 2015 рік
| Політ № | Ракета, бустер | Дата запуску (UTC) | Місія                       | Маса, орбіта           | Замовник                       | Стартовий майданчик, результат | Посадка, результат     |
| 14/1    | F9 v1.1, B1012 | 10 січня, 09:47    | CRS-5                       | 2395 кг, ННО           | НАСА (CRS)                     | Канаверал, SLC-40, успіх       | ASDS, невдача          |
| 14/1    | Перша спроба посадити бустер на плавучу в океані платформу Autonomous spaceport drone ship (ASDS). Також вперше застосовувалися алюмінієві решітчасті керуючі поверхні, що стабілізують обертання ступеня та змінюють його кут атаки під час спуску в атмосфері. За хвилину до посадки із гідравлічної системи «плавників» витекла робоча рідина, і ступінь було зруйновано |                    |                             |                        |                                |                                |                        |
| 15/2    | F9 v1.1, B1013 | 11 лютого, 23:03   | DSCOVR                      | 570 кг, Сонце–Земля L1 | ПС США, НАСА                   | Канаверал, SLC-40, успіх       | в океан, керовано      |
| 15/2    | Супутник для спостереження за кліматом Землі та космічною погодою запущено у точку Лагранжа L1 системи «Сонце—Земля». Це значно перевищує орбіту Місяця. Перший ступінь здійснив заплановану посадку в океан, за 10 м від призначеної цілі |                    |                             |                        |                                |                                |                        |
| 16/3    | F9 v1.1, B1014 | 2 березня, 03:50   | ABS-3A, Eutelsat 115 West B | 4159 кг, ГПО           | ABS, Eutelsat                  | Канаверал, SLC-40, успіх       | без спроби             |
| 16/3    | Запуск двох супутників зв'язку компанії Boeing |                    |                             |                        |                                |                                |                        |
| 17/4    | F9 v1.1, B1015 | 14 квітня, 20:10   | CRS-6                       | 1898 кг, ННО           | НАСА (CRS)                     | Канаверал, SLC-40, успіх       | ASDS, невдача          |
| 17/4    | Перший ступінь опустився до плавучої платформи, але перекинувся через завелику бічну швидкість, спричинену запізнілим спрацюванням дросельного клапана (відео) |                    |                             |                        |                                |                                |                        |
| 18/5    | F9 v1.1, B1016 | 27 квітня, 23:03   | TürkmenÄlem/ MonacoSAT      | 4707 кг, ГПО           | Туркменське космічне агентство | Канаверал, SLC-40, успіх       | без спроби             |
| 19/6    | F9 v1.1, B1018 | 28 червня, 14:21   | CRS-7                       | 1952 кг, ННО           | НАСА (CRS)                     | Канаверал, SLC-40, невдача     | ASDS, неможливе        |
| 19/6    | На 150 секунді після старту ракета зруйнувалася через надмірний тиск у бакові для рідкого кисню другого ступеня, спричинений поламкою кріплення ємності з гелієм. При нормальній роботі він створює необхідний тиск у баках, за рахунок якого паливо та окисник подаються до насосів двигунів. Капсула Dragon вдало відділилася, але була зруйнована під час приводнення, позаяк її програмне забезпечення не було розраховане на керування розкриттям парашутів у подібній ситуації |                    |                             |                        |                                |                                |                        |
| 20/7    | FT v1.2, B1019 | 22 грудня, 01:29   | Orbcomm-OG2                 | 2034 кг, ННО           | Orbcomm                        | Канаверал, SLC-40, успіх       | наземн. майдан., успіх |
| 20/7    | Запущено 11 супутників, масою 172 кг кожен (+142 кг симулятор). Це був перший запуск оновленої версії ракети, пізніше названої Falcon 9 Full Thrust, зі збільшеною на 30 % тягою. Перший ступінь B.1019 вдало приземлився на наземний майданчик, що на мисі Канаверал. Наразі він встановлений біля штаб-квартири SpaceX у Каліфорнії і доступний для загального огляду |                    |                             |                        |                                |                                |                        |

### 2016 рік
| Політ № | Ракета, бустер | Дата запуску (UTC)      | Місія                       | Маса, орбіта | Замовник         | Стартовий майданчик, результат | Посадка, результат     |
| 21/1    | F9 v1.1, B1017 | 17 січня, 18:42         | Jason-3                     | 553 кг, ННО  | НАСА, NOAA       | Ванденберг, SLC-4E, успіх      | ASDS, невдача          |
| 21/1    | Останній запуск ракети попередньої версії із спробою посадки на ASDS у Тихому океані. Прискорювачу вдалося м'яко приземлитися на платформу, але в останній момент одна із посадкових опор підігнулася, ступінь упав і підірвався |                         |                             |              |                  |                                |                        |
| 22/2    | FT v1.2, B1020 | 4 березня, 23:35        | SES-9                       | 5271 кг, ГПО | SES              | Канаверал, SLC-40, успіх       | ASDS, невдача          |
| 22/2    | Перша спроба посадки на платформу після повернення із ГПО. Спуск був контрольований, але приземлення — жорстке |                         |                             |              |                  |                                |                        |
| 23/3    | FT v1.2, B1021 | 8 квітня, 20:43         | CRS-8                       | 3136 кг, ННО | НАСА (CRS)       | Канаверал, SLC-40, успіх       | ASDS, успіх            |
| 23/3    | У негерметичному відсіку Dragon на МКС доставлено Надувний житловий модуль BEAM. Перший ступінь здійснив першу м'яку, успішну посадку на платформу в океані |                         |                             |              |                  |                                |                        |
| 24/4    | FT v1.2, B1022 | 6 травня, 05:21         | JCSAT-14                    | 4696 кг, ГПО | SKY Perfect JSAT | Канаверал, SLC-40, успіх       | ASDS, успіх            |
| 24/4    | Успішне повернення на платформу після спуску із ГПО, хоча прискорювач суттєво постраждав від жару входження в атмосферу |                         |                             |              |                  |                                |                        |
| 25/5    | FT v1.2, B1023 | 27 травня, 21:39        | Thaicom 8                   | 3100 кг, ГПО | Thaicom          | Канаверал, SLC-40, успіх       | ASDS, успіх            |
| 26/6    | FT v1.2, B1024 | 15 червня, 14:29        | ABS-2A, Eutelsat 117 West B | 3600 кг, ГПО | ABS, Eutelsat    | Канаверал, SLC-40, успіх       | ASDS, невдача          |
| 26/6    | Через передчасне вичерпання запасу рідкого кисню один із трьох двигунів безпосередньо перед приземленням вимкнувся, тому ступінь здійснив жорстку посадку і зруйнувався |                         |                             |              |                  |                                |                        |
| 27/7    | FT v1.2, B1025.1 | 18 липня, 04:45         | CRS-9                       | 2257 кг, ННО | НАСА (CRS)       | Канаверал, SLC-40, успіх       | наземн. майдан., успіх |
| 28/8    | FT v1.2, B1026 | 14 серпня, 05:26        | JCSAT-16                    | 4600 кг, ГПО | SKY Perfect JSAT | Канаверал, SLC-40, успіх       | ASDS, успіх            |
| 28/8    | Приземлення здійснювалося із увімкненням не трьох двигунів, а одного. Хоча це і потребує більше палива, бо необхідна тривала робота двигуна, але зменшується структурне навантаження на прискорювач |                         |                             |              |                  |                                |                        |
| —       | FT v1.2, B1028 | 3 вересня, 07:00 (план) | Amos-6                      | 5500 кг, ГПО | Spacecom         | Канаверал, SLC-40, невдача     | —                      |
| —       | Аварія сталася 1 вересня на стартовому майданчику під час процедури заправки для проведення статичного вогневого випробування. При цьому ніхто не постраждав. Згідно звіту SpaceX, вибух відбувся у баку із рідким киснем, а саме — на одному із трьох балонів для гелію COPV. Причиною стало накопичення кисню між внутрішнім алюмінієвим та зовнішнім вуглецевим покриттям балона із подальшим його займанням від тертя |                         |                             |              |                  |                                |                        |

### 2017 рік
| Політ №/ за рік | Ракета, бустер | Дата запуску (UTC) | Місія                 | Маса, орбіта     | Замовник                          | Стартовий майданчик, результат | Посадка, результат        |
| 29/1            | FT v1.2, B1029 | 14 січня, 17:54    | Iridium NEXT-1        | 9600 кг, П ННО   | IC                                | Ванденберг, SLC-4E, успіх      | ASDS, успіх               |
| 29/1            | Перший із восьми запусків для формування сузір'я супутників зв'язку компанії Iridium. Запустили десять сателітів |                    |                       |                  |                                   |                                |                           |
| 30/2            | FT v1.2, B1031 | 19 лютого, 14:39   | CRS-10                | 2490 кг, ННО     | НАСА (CRS)                        | КЦ Кеннеді, LC-39A, успіх      | наземний майданчик, успіх |
| 30/2            | Перший запуск Falcon 9 із історичної площадки LC-39A в КЦ Кеннеді та перша непілотована місія на LC-39A з часів Скайлаб |                    |                       |                  |                                   |                                |                           |
| 31/3            | FT v1.2, B1030 | 16 березня, 06:00  | EchoStar 23           | 5600 кг, ГПО     | EchoStar                          | КЦ Кеннеді, LC-39A, успіх      | без спроби                |
| 31/3            | Зважаючи на те, що вантаж великої маси необхідно запустити на високу орбіту, використано одноразовий ступінь, кероване повернення якого не планувалося, і посадкове обладнання не встановлювалося                                                                 |                    |                       |                  |                                   |                                |                           |
| 32/4            | FT v1.2, B1021.2 | 30 березня, 22:27  | SES-10                | 5300 кг, ГПО     | SES                               | КЦ Кеннеді, LC-39A, успіх      | ASDS, успіх               |
| 32/4            | Вперше корисний вантаж запущено у космос за допомогою ракети, перший ступінь якої використовувався повторно. Цей прискорювач знову вдалося посадити неушкодженим. Також вперше на парашуті приводнили одну половинку обтікача корисного вантажу. Вона пошкодилася |                    |                       |                  |                                   |                                |                           |
| 33/5            | FT v1.2, B1032 | 1 травня, 11:15    | NROL-76               | засекречено, ННО | Національний офіс рекогностування | КЦ Кеннеді, LC-39A, успіх      | наземний майданчик, успіх |
| 33/5            | Вперше запущено засекречений вантаж для Національного розвідувального управління США, що зруйнувало монополію компанії ULA на подібні місії, яка тривала із 2006 року                                                                                             |                    |                       |                  |                                   |                                |                           |
| 34/6            | FT v1.2, B1034 | 15 травня, 23:21   | Inmarsat-5 F4 (GX-4)  | 6070 кг, ГПО     | Inmarsat                          | КЦ Кеннеді, LC-39A, успіх      | без спроби                |
| 35/7            | FT v1.2, B1035 | 3 червня, 21:07    | CRS-11                | 2708 кг, ННО     | НАСА (CRS)                        | КЦ Кеннеді, LC-39A, успіх      | наземний майданчик, успіх |
| 35/7            | Вперше до МКС запустили відремонтовану капсулу КК Dragon, що вже літала із місією CRS-4 |                    |                       |                  |                                   |                                |                           |
| 36/8            | FT v1.2, B1029.2 | 23 червня, 19:10   | BulgariaSat-1         | 3669 кг, ГПО     | Bulsatcom                         | КЦ Кеннеді, LC-39A, успіх      | ASDS, успіх               |
| 36/8            | Попри рекордно високу швидкість входа в атмосферу (М7,9), ступінь був посаджений, хоч і зім'яв запобіжну зону деформації на одній із посадкових опор |                    |                       |                  |                                   |                                |                           |
| 37/9            | FT v1.2, B1036 | 25 червня, 20:25   | Iridium NEXT-2        | 9600 кг, П ННО   | IC                                | Ванденберг, SLC-4E, успіх      | ASDS, успіх               |
| 37/9            | Запустили чергові 10 супутників. Алюмінієві решітчасті керуючі поверхні («плавники») замінили на більш термостійкі титанові |                    |                       |                  |                                   |                                |                           |
| 38/10           | FT v1.2, B1037 | 5 липня, 23:38     | Intelsat 35e          | 6761 кг, ГПО     | Intelsat                          | КЦ Кеннеді, LC-39A, успіх      | без спроби                |
| 38/10           | Замість мінімально необхідних 28 тис. км, ракеті вдалося підняти вантаж на 43 тис. км |                    |                       |                  |                                   |                                |                           |
| 39/11           | Block 4, B1039 | 14 серпня, 16:31   | CRS-12, ELaNa 22      | 3310 кг, ННО     | НАСА (CRS)                        | КЦ Кеннеді, LC-39A, успіх      | наземний майданчик, успіх |
| 39/11           | Перше застосування модифікації Block 4, що має більшу тягу |                    |                       |                  |                                   |                                |                           |
| 40/12           | FT v1.2, B1038 | 24 серпня, 18:51   | Formosat-5            | 475 кг, ССО      | НКО                               | Ванденберг, SLC-4E, успіх      | ASDS, успіх               |
| 40/12           | Через значну затримку запуску SpaceX втратив мільйони на цій місії |                    |                       |                  |                                   |                                |                           |
| 41/13           | Block 4, B1040 | 7 вересня, 14:00   | Boeing X-37B, OTV-5   | 4990+ кг, ННО    | Повітряні сили США                | КЦ Кеннеді, LC-39A, успіх      | наземний майданчик, успіх |
| 42/14           | Block 4, B1041 | 9 жовтня, 12:37    | Iridium NEXT-3        | 9600 кг, П ННО   | IC                                | Ванденберг, SLC-4E, успіх      | ASDS, успіх               |
| 43/15           | FT v1.2, B1031.2 | 11 жовтня, 22:53   | SES-11 (EchoStar 105) | 5200 кг, ГПО     | SES, EchoStar                     | КЦ Кеннеді, LC-39A, успіх      | ASDS, успіх               |
| 44/16           | Block 4, B1042 | 30 жовтня, 19:34   | Koreasat 5A           | 3500 кг, ГПО     | KT Corp.                          | КЦ Кеннеді, LC-39A, успіх      | ASDS, успіх               |
| 45/17           | FT v1.2, B1035.2 | 15 грудня, 15:36   | CRS-13                | 2205 кг, ННО     | НАСА (CRS)                        | Канаверал, SLC-40, успіх       | наземний майданчик, успіх |
| 45/17           | NASA вперше дозволило використати прискорювач, що вже літав. Капсула Dragon також вже використовувалася (CRS-6) |                    |                       |                  |                                   |                                |                           |
| 46/18           | FT v1.2, B1036.2 | 23 грудня, 01:27   | Iridium NEXT-4        | 9600 кг, П ННО   | IC                                | Ванденберг, SLC-4E, успіх      | в океан, керовано         |
| 46/18           | Запуск стався під час заходу сонця, що спричинило присмерковий феномен, коли сонячне світло відбивається від вихлопів ракетних двигунів на значній висоті (відео)                                                                                                 |                    |                       |                  |                                   |                                |                           |

### 2018 рік
| Політ №/ за рік | Ракета, бустер | Дата запуску (UTC)  | Місія                              | Маса, орбіта                              | Замовник                     | Стартовий майданчик, результат | Посадка, результат               |
| 47/1            | Block 4, B1043 | 8 січня, 01:00      | Zuma                               | засекречено, ННО                          | Northrop Grumman             | Канаверал, SLC-40, успіх       | наземний майданчик LZ-1, успіх   |
| 47/1            | Наступного дня після запуску виявилося, що супутник не відділився від друго ступеня, і вони разом упали і зруйнувалися. Остаточно не підтверджено, але, найімовірніше, погано спрацював адаптер між другим ступенем і КВ, а його виготовленням займалась фірма-виробник супутника |                     |                                    |                                           |                              |                                |                                  |
| 48/2            | FT v1.2, B1032.2 | 31 січня, 21:25     | SES-16 (GovSat-1)                  | 4230 кг, ГПО                              | SES                          | Канаверал, SLC-40, успіх       | в океан, керовано                |
| 48/2            | Безпосередня посадка відбувалася з увімкненням не одного двигуна, а трьох. Це вимагає менше палива, бо увімкнення значно коротше, але може зруйнувати ступінь і посадкову платформу через різкий гальмівний імпульс. Тому заплановано посадку в океан, хоча все обладнання для керованого спуску не знімали. Невдовзі Маск написав здивований твіт, що прискорювач плаває в океані візуально непошкоджений, і команда намагається відбуксирувати його до берега |                     |                                    |                                           |                              |                                |                                  |
| FH1/3           | Falcon Heavy В1033 (центр.) | 6 лютого, 20:45     | Тестовий політ Falcon Heavy        | Tesla Roadster Ілона Маска, ~1250 кг, ГЦО | SpaceX                       | КЦ Кеннеді, LC-39A, успіх      | ASDS «OISLY», невдача            |
| FH1/3           | B1023.2 | 6 лютого, 20:45     | Тестовий політ Falcon Heavy        | Tesla Roadster Ілона Маска, ~1250 кг, ГЦО | SpaceX                       | КЦ Кеннеді, LC-39A, успіх      | наз. майд. LZ -1, успіх          |
| FH1/3           | B1025.2 | 6 лютого, 20:45     | Тестовий політ Falcon Heavy        | Tesla Roadster Ілона Маска, ~1250 кг, ГЦО | SpaceX                       | КЦ Кеннеді, LC-39A, успіх      | наз. майд. LZ -2, успіх          |
| FH1/3           | Макетом КВ був власний автомобіль Ілона Маска, за кермом якого сидів манекен «Starman» у скафандрі, розробленому SpaceX. Протягом запуску двигуни центрального прискорювача працювали на зменшеній тязі, тому спочатку паливо закінчилося у бокових бустерів, вони відділилися і повернулися до наземних майданчиків. Центральний же пролетів далі і відстикувався на більшій швидкості, тому за планом здійснював посадку на ASDS «OISLY». Однак, виявилося, що запалювання перед останнім увімкненням спрацювало лише на одному із трьох двигунів. Прискорювач летів зі швидкістю майже 500 км/год і упав у воду за 100 м від плавучої платформи, пошкодивши два її двигуна та посікши її осколками. Другий ступінь із КВ досягнув навколоземної орбіти із параметрами 180х6950 кілометрів і п'ять годин перебував на ній. Таким чином підтверджувалася спроможність ракети працювати на високій орбіті, попри вплив радіаційних поясів. Також проходили заміри рівню випромінювання, що впливатиме на астронавтів. Потім відбулося третє увімкнення двигуна другого ступеня, і авто було відправлено на еліптичну геліоцентричну орбіту із перигелієм на рівні орбіти Землі та афелієм на рівні 1,67 а.о. |                     |                                    |                                           |                              |                                |                                  |
| 49/4            | FT v1.2, B1038.2 | 22 лютого, 14:17    | Paz, Starlink (Tintin A & B)       | 1341 кг, ССО 800 кг, ННО                  | Hisdesat, ExactEarth, SpaceX | Ванденберг, SLC-4E, успіх      | без спроби                       |
| 49/4            | Це був останній запуск v1.2 (Block 3). В додаток до іспанського сателіта-розвідника SpaceX запустила для власної програми Starlink два телекомунікаційні супутники по ~400 кг кожен. Вони стали першими із ~12 тис., які дозволять надавати доступний інтернет у місця на планеті із поганою комунікацією. Також була зроблена спроба упіймати половинку оновленого обтікача під час спуску, швидкість якого у 8 разів перевищувала швидкість звуку. Для цього застосували спеціально обладнаний корабель «Mr. Steven». «Ловці» промазали на кілька сотень метрів, але обтікач знайшли плаваючим в океані візуально непошкодженим |                     |                                    |                                           |                              |                                |                                  |
| 50/5            | Block 4, B1044 | 6 березня, 05:33    | Hispasat 30W-6, PODSat             | 6092 кг, ГПО                              | Hispasat, NovaWurks          | Канаверал, SLC-40, успіх       | без спроби                       |
| 50/5            | Посадка першого ступеня, початково запланована на ASDS, скасована через несприятливу погоду. Маск заявив, що раніше на ГТО ще не запускали такого важкого супутника |                     |                                    |                                           |                              |                                |                                  |
| 51/6            | Block 4, B1041.2 | 30 березня, 14:14   | Iridium NEXT-5                     | 9600 кг, П ННО                            | IC                           | Ванденберг, SLC-4E, успіх      | без спроби                       |
| 51/6            | Запустили 10 супутників. Друга спроба спіймати половинку обтікача провалилася: парафоіл заплутався, і об'єкт врізався в океан на великій швидкості |                     |                                    |                                           |                              |                                |                                  |
| 52/7            | Block 4, B1039.2 | 2 квітня, 20:30     | CRS-14                             | 2647 кг, ННО                              | НАСА (CRS)                   | Канаверал, SLC-40, успіх       | без спроби                       |
| 52/7            | Збереження бустера не заплановане, здійснювалася посадка експериментальною траекторією. Постачання на МКС для місії MISSE-FF, що досліджує вплив відкритого космосу на різні матеріали. Також запустили пробну систему RemoveDEBRIS для вилучення космічного сміття. Відбулася підтримка Третьої фази місії Robotic Refueling Mission щодо випробування установки для дозаправки у космосі супутників. Вона прикріплена до МКС ззовні і містить кілька отворів із клапанами, через які за допомогою роботизованої руки можна заправляти паливом супутники. При поверненні Dragon забрав на Землю Робонавта, роботу якого ніяк не вдавалося налагодити |                     |                                    |                                           |                              |                                |                                  |
| 53/8            | Block 4, B1045 | 18 квітня, 22:51    | TESS                               | 362 кг, ВЕО                               | НАСА (LSP)                   | КЦ Кеннеді, LC-39A, успіх      | ASDS «OISLY», успіх              |
| 53/8            | Під час місії здійснювався запуск КВ малої маси, але при цьому необхідно було досягти значної орбіти (апогей — 273000 км) |                     |                                    |                                           |                              |                                |                                  |
| 54/9            | Block 5, B1046 | 11 травня, 20:14    | Bangabandhu-1                      | ~3709 кг, ГПО                             | Thales Alenia, BTRC          | КЦ Кеннеді, LC-39A, успіх      | ASDS «OISLY», успіх              |
| 54/9            | Перший політ Block 5 — останньої версії Falcon 9. Ряд покращень був спрямований на багаторазовість використання та швидкість відновлення між запусками. Запустили бангладеський супутник зв'язку |                     |                                    |                                           |                              |                                |                                  |
| 55/10           | Block 4, B1043.2 | 22 травня, 19:47    | Iridium NEXT-6, GRACE-FO           | 6460 кг, П ННО                            | IC, GFZ, НАСА                | Ванденберг, SLC-4E, успіх      | без спроби                       |
| 55/10           | Запуск п'ятьох телекомунікаційних супутників та двох дослідницьких. Зроблена чергова спроба упіймати обтікач КВ. Парафоіл відкрився вдало, але «Mr. Steven» не встиг підібрати об'єкт вчасно |                     |                                    |                                           |                              |                                |                                  |
| 56/11           | Block 4, B1040.2 | 4 червня, 04:45     | SES-12                             | 5384 кг, ГПО                              | SES                          | Канаверал, SLC-40, успіх       | без спроби                       |
| 56/11           | Другий ступінь був у конфігурації Block 5. Його потужність дозволила вивести супутник на дещо вищу орбіту, завдяки чому він працюватиме 22 роки, що на 5 років більше запланованого |                     |                                    |                                           |                              |                                |                                  |
| 57/12           | Block 4, B1045.2 | 29 червня, 09:42    | CRS-15                             | 2697 кг, ННО                              | НАСА (CRS)                   | Канаверал, SLC-40, успіх       | без спроби                       |
| 57/12           | Перший ступінь після попередньої місії відновили за рекордні 2,5 місяця. Це останній політ Block 4. Серед іншого, на МКС доставлять штучний розум CIMON (Crew Interactive MObile companioN) для підтримки астронавтів протягом тривалих польотів |                     |                                    |                                           |                              |                                |                                  |
| 58/13           | Block 5, B1047 | 22 липня, 05:50     | Telstar 19V                        | 7075 кг, ГПО                              | Telesat                      | Канаверал, SLC-40, успіх       | ASDS «OISLY», успіх              |
| 58/13           | Супутник — канадський. Встановлено новий рекорд по запуску найважчого комерційного сателіта на ГПО |                     |                                    |                                           |                              |                                |                                  |
| 59/14           | Block 5, B1048 | 25 липня, 11:39     | Iridium NEXT-7                     | 9600 кг, П ННО                            | IC                           | Ванденберг, SLC-4E, успіх      | ASDS «JRtI», успіх               |
| 59/14           | Запустили 10 комунікаційних супутників. Половинку обтікача впіймати знову не вдалося, хоча «Mr. Steven» отримав в 4 рази більшу сітку, приблизно, 60х60 м² |                     |                                    |                                           |                              |                                |                                  |
| 60/15           | Block 5, B1046.2 | 7 серпня, 05:18     | Merah Putih (Telkom-4)             | 5800 кг, ГПО                              | Telkom Indonesia             | Канаверал, SLC-40, успіх       | ASDS «OISLY», успіх              |
| 60/15           | Запуск індонезійського супутника. Перший повторний політ ступеня Block 5 |                     |                                    |                                           |                              |                                |                                  |
| 61/16           | Block 5, B1049 | 10 вересня, 04:45   | Telstar 18V (APStar 5C)            | 7060 кг, ГПО                              | Telesat                      | Канаверал, SLC-40, успіх       | ASDS «OISLY», успіх              |
| 62/17           | Block 5, B1048.2 | 8 жовтня, 02:22     | SAOCOM 1A                          | 3000 кг, ССО                              | CONAE                        | Ванденберг, SLC-4E             | наземний майданчик LZ-4, успіх   |
| 62/17           | Запуск аргентинського супутника для спостереження Землі. Дебютне приземлення прискорювача на базі Ванденберг |                     |                                    |                                           |                              |                                |                                  |
| 63/18           | Block 5, B1047.2 | 15 листопада, 20:46 | Es'hail 2                          | 5300 кг, ГПО                              | Es'hailSat                   | КЦ Кеннеді, LC-39A, успіх      | ASDS «OISLY», успіх              |
| 63/18           | Підйом катарського супутника. Почали використовувати удосконалені балони для гелію. Це вимога НАСА для дозволу на пілотовані польоти |                     |                                    |                                           |                              |                                |                                  |
| 64/19           | Block 5, B1046.3 + SHERPA | 3 грудня, 18:34     | SSO-A (SmallSat Express), ELaNa 24 | 4000 кг, ССО                              | Spaceflight Industries       | Ванденберг, SLC-4E, успіх      | ASDS «JRtI», успіх               |
| 64/19           | Запуск 64 малих супутників для 17 компаній із 34 країн, таких як США, Німеччина, Італія, Бразилія. Казахстан, маючи на своїй території космодром, вирішив відмовитися у даному випадку від послуг Росії та підняти два свої супутники за допомогою SpaceX. Вперше використано третій раз один і той самий перший ступінь. Обтікач упіймати не вдалося, але його швидко витягли з води і обсушили. Маск заявив, що «маленьке купання йому не завадить», і його запустять знову |                     |                                    |                                           |                              |                                |                                  |
| 65/20           | Block 5, B1050.1 | 5 грудня, 18:16     | CRS-16                             | 2500 кг, ННО                              | НАСА (CRS)                   | Канаверал, SLC-40, успіх       | наземний майданчик LZ-1, невдача |
| 65/20           | Запуск переносили через необхідність заміни пошкодженої цвіллю їжі для гризунів, над якими проводять експерименти на МКС. Як додатковий вантаж доставлено прилад для дослідження екосистем методом лідар — GEDI. Під час зниження у першого ступеня зламався гідронасос решітчастих керуючих поверхонь, його розкрутило і він «сів» на воду коло берега (відео) |                     |                                    |                                           |                              |                                |                                  |
| 66/21           | Block 5, B1054 | 23 грудня, 13:51    | GPS-III SV01 (USA-289)             | 4400 кг, MEO                              | Повітряні сили США           | Канаверал, SLC-40, успіх       | без спроби                       |
| 66/21           | Запустили супутник GPS для Повітряних сил США. За їх вимогою не здійснювалося відновлення першого ступеня, тому він запускався без посадкового обладнання |                     |                                    |                                           |                              |                                |                                  |

### 2019 рік
| Політ №/ за рік | Ракета, бустер | Дата запуску (UTC)  | Місія                          | Маса, орбіта      | Замовник                  | Стартовий майданчик, результат | Посадка, результат             |
| 67/1            | Block 5, B1049.2 | 11 січня, 15:31     | Iridium NEXT-8                 | 9600 кг, П ННО    | IC                        | Ванденберг, SLC-4E, успіх      | ASDS «JRtI», успіх             |
| 67/1            | Запустили заключну серію із 10 супутників |                     |                                |                   |                           |                                |                                |
| 68/2            | Block 5, B1048.3 | 22 лютого, 01:45    | PSN 6, Beresheet, S5           | 4850 кг, ГПО      | PSN, SpaceIL, IAI, AFRL   | Канаверал, SLC-40, успіх       | ASDS «OCISLY», успіх           |
| 68/2            | 1) Запуск індонезійського супутника зв'язку вагою 4100 кг. 2) Запуск ізраїльського місячного лендера. Апарат виведений на навколоземну орбіту із апогеєм у 69 тис. км, після чого за допомогою власних двигунів вирушив на Місяць і за два місяці після запуску розбився під час спроби посадки на нього. Був оснащений магнітометром та лазерною катафотною антеною. Розробка лендера починалася із участі у конкурсі Google Lunar X Prize. 3) Запуск малого супутника масою 60 кг |                     |                                |                   |                           |                                |                                |
| 69/3            | Block 5, B1051 | 2 березня, 07:49    | SpaceX DM-1                    | 204 кг, ННО       | НАСА (CCD)                | КЦ Кеннеді, LC-39А, успіх      | ASDS «OCISLY», успіх           |
| 69/3            | У тестовий політ (без екіпажу) до МКС запустили пілотований космічний корабель виробництва SpaceX — Dragon 2. «Пасажиром» летів одягнений у скафандр SpaceX та нашпигований різноманітними сенсорами манекен Ripley. Перевіряли здатність Crew Dragon долетіти до космічної станції, автоматично пристикуватися і безпечно повернутися на Землю |                     |                                |                   |                           |                                |                                |
| FH 2/4          | Falcon Heavy В1055 (центр.) | 11 квітня, 22:35    | Arabsat-6A                     | 6465 кг, ГПО      | Arabsat                   | КЦ Кеннеді, LC-39А, успіх      | ASDS «OCISLY», успіх           |
| FH 2/4          | В1052 | 11 квітня, 22:35    | Arabsat-6A                     | 6465 кг, ГПО      | Arabsat                   | КЦ Кеннеді, LC-39А, успіх      | наз. майд. LZ-1, успіх         |
| FH 2/4          | В1053 | 11 квітня, 22:35    | Arabsat-6A                     | 6465 кг, ГПО      | Arabsat                   | КЦ Кеннеді, LC-39А, успіх      | наз. майд. LZ-2, успіх         |
| FH 2/4          | Запускали супутник зв'язку для Саудівської Аравії. Через 2 хв., 54 с після старту бокові прискорювачі відділилися, повернулися на базу, звідки здійснювався запуск, та приземлилися один біля одного на сьомій хвилині і 51-й секунді після запуску. На третій хвилині і 35-й секунді відбулося відокремлення центрального прискорювача, він полетів у напрямку свого попереднього руху та здійснив посадку на плавучу платформу «OCISLY», що відійшла від берега на рекордні 967 км. Тим часом відбулося увімкнення двигуна другого ступеня та відділення обтікача. Після фази вільного польоту та другого увімкнення двигуна корисний вантаж відділився та продовжив рух за допомогою власних рушіїв. Дві половинки обтікача були витягнуті із води без пошкоджень і будуть запущені повторно під час місії Starlink. Пізніше з'явилася інформація, що платформа потратила в шторм, і центральний прискорювач було втрачено. Хоча на ASDS є спеціальний тримач бустера octagrabber, він не допоміг, бо конструкція прискорювача була трохи змінена, щоб поєднати його з двома іншими (боковими) |                     |                                |                   |                           |                                |                                |
| 70/5            | Block 5, B1056 | 4 травня, 06:48     | CRS-17                         | 2495 кг, ННО      | НАСА (CRS)                | Канаверал, SLC-40, успіх       | ASDS «OCISLY», успіх           |
| 70/5            | Для проведення наукових експериментів на МКС відправлено прозорі пластикові чипи із певною кількістю клітин деяких людських органів, таких як легеня, нирка, кістка та хрящ. Досліджуватимуть вплив на них мікрогравітації та заразять легеневі клітини бактеріальною інфекцією. Також доставлять інструмент для вимірювання рівня вуглекислого газу в атмосфері Землі. Його приладнають до японського модуля. Посадка спочатку планувалася на наземний майданчик, але була перенесена звідти після вибуху під час проведення тестувань над капсулою Crew Dragon, яку відновили після SpaceX DM-1 |                     |                                |                   |                           |                                |                                |
| 71/6            | Block 5, B1049.3 | 24 травня, 02:30    | Starlink 0.9                   | 13620 кг, ННО     | SpaceX                    | Канаверал, SLC-40, успіх       | ASDS «OCISLY», успіх           |
| 71/6            | Запустили 60 інтернет-супутників власного виробництва (фото у обтікачі). Другий ступінь підійняв їх на 440 км, після чого вони на власних рушіях долітали до 550 км. На відміну від перших двох прототипів, запущених у лютому 2018, — це робочі версії (v0.9), хоча ще не остаточний варіант. Половинки обтікача успішно дістали із води. Пізніше повідомили, що із трьома апаратами втрачено зв'язок, і вони знищаться, автоматично запустивши процес деорбітації. Іще двоє справних спеціально змусять деорбітуватися, щоб перевірити цей процес. Із поверхні Землі було знято відео, що фіксує процес розгортання супутників |                     |                                |                   |                           |                                |                                |
| 72/7            | Block 5 B1051.2 | 12 червня, 14:17    | RADARSAT                       | 4200 кг, ССО      | КАА                       | Ванденберг, SLC-4E, успіх      | наземний майданчик LZ-4, успіх |
| 72/7            | Запускали три канадські невійськові супутники спостереження |                     |                                |                   |                           |                                |                                |
| FH 3/8          | Falcon Heavy B1057 (центр.) | 25 червня, 06:30    | Space Test Program-2, ELaNa 15 | 3700 кг, ННО, СНО | Повітряні сили США        | КЦ Кеннеді, LC-39А, успіх      | ASDS «OCISLY», невдача         |
| FH 3/8          | B1052.2 | 25 червня, 06:30    | Space Test Program-2, ELaNa 15 | 3700 кг, ННО, СНО | Повітряні сили США        | КЦ Кеннеді, LC-39А, успіх      | наз. майд. LZ-1, успіх         |
| FH 3/8          | B1053.2 | 25 червня, 06:30    | Space Test Program-2, ELaNa 15 | 3700 кг, ННО, СНО | Повітряні сили США        | КЦ Кеннеді, LC-39А, успіх      | наз. майд. LZ-2, успіх         |
| FH 3/8          | Запустили 24 малих супутника, серед яких FORMOSAT 7 і LightSail 2. Загальна тривалість місії — близько шести годин, протягом яких другий ступінь піднімався на чотири різні орбіти, відстиковуючи необхідних «пасажирів». Бокові прискорювачі, що використовувалися вдруге, приземлилися на майданчики вдало, а середній — упав у океан, не дотягнувши кілька метрів до платформи. Невдача спричинена втратою контролю над вектором тяги, до якої призвела надмірна температура у відсіку двигунів. Судно, що повинно ловити обтікачі, перейменували у «Ms. Tree». Цього разу вперше вдалося упіймати одну половинку. SpaceX виклала відео із камери, встановленої всередині обтікача, на якому видно полум'я від обгорання часток та парафойл, на якому половинка спускається. Інші відео, зняті із землі, демонструють відокремлення бокових бустерів та увімкнення їх двигунів для повернення, а також їх вдалу посадку та негаразди із центральним прискорювачем |                     |                                |                   |                           |                                |                                |
| 73/9            | Block 5, B1056.2 | 25 липня, 22:01     | CRS-18, ELaNa 27               | 2268 кг, ННО      | НАСА (CRS)                | Канаверал, SLC-40, успіх       | наземний майданчик LZ-1, успіх |
| 73/9            | Доставка на МКС третього Міжнародного стикувального адаптера (IDA-3). Відновлена посадкова капсула корабля Dragon вирушила у політ втретє. Для випробування до неї причепили екземпляр термостійкої плитки, що планувалася для використання на Starship |                     |                                |                   |                           |                                |                                |
| 74/10           | Block 5, В1047.3 | 6 серпня, 23:23     | AMOS-17                        | 6500 кг, ГПО      | Spacecom                  | Канаверал, SLC-40, успіх       | без спроби                     |
| 74/10           | Старт переносили через проведення додаткового статичного вогневого випробування після заміни підозрілого клапану. Безкоштовний запуск ізраїльського супутника, як компенсація втраченого Amos-6, що був зруйнований вибухом під час випробування ракети перед запуском у вересні 2016 року. Вдруге вдалося упіймати половинку обтікача (відео) |                     |                                |                   |                           |                                |                                |
| 75/11           | Block 5, B1048.4 | 11 листопада, 11:56 | Starlink 1                     | 15600 кг, ННО     | SpaceX                    | Канаверал, SLC-40, успіх       | ASDS «OCISLY», успіх           |
| 75/11           | Запустили другу серію із 60 інтернет-супутників v1.0 на висоту ~280 км. Далі на свою операційну орбіту у 550 км вони піднімалися самі. Перший ступінь ракети вперше летів четвертий раз. Також вперше використали відновлені половинки обтікача (від місії ArabSat-6A), які витягли із океану, але через високі хвилі ще раз їх не намагалися ловити |                     |                                |                   |                           |                                |                                |
| 76/12           | Block 5, B1059 | 5 грудня, 17:29     | CRS-19, ELaNa 25B та 28        | 2617 кг, ННО      | НАСА (CRS)                | Канаверал, SLC-40, успіх       | ASDS «OCISLY», успіх           |
| 76/12           | На МКС відправили інструмент для дослідження поширення вогню у космосі, 40 самиць мишей для вивчення деградації м'язів у невагомості та ємність для зберігання інструментів роботів поза межами станції для економії місця. Після відстикування космічного корабля другий ступінь піднявся на ГПО та кружляв там шість годин для вивчення температурних характеристик, що необхідно для залучення нових клієнтів |                     |                                |                   |                           |                                |                                |
| 77/13           | Block 5, B1056.3 | 17 грудня, 00:10    | JSAT-18, Kacific 1             | 6956 кг, ГПО      | SKY Perfect JSAT, Kacific | Канаверал, SLC-40, успіх       | ASDS «OCISLY», успіх           |
| 77/13           | Запуск комунікаційного супутника для сингапурських та японських клієнтів. Зроблена невдала спроба упіймати половинки обтікача, цього разу обидві, бо до вже наявного судна «Ms. Tree» SpaceX додала аналогічне судно «Ms. Chief». Половинки діставали із води |                     |                                |                   |                           |                                |                                |

### 2020 рік
| Політ №/ за рік | Ракета, бустер | Дата запуску (UTC)  | Місія                                    | Маса, орбіта                     | Замовник                          | Стартовий майданчик, результат | Посадка, результат             | Упіймання половинок обтікача |
| 78/1            | Block 5, B1049.4 | 7 січня, 02:33      | Starlink 2                               | 15600 кг, ННО                    | SpaceX                            | Канаверал, SLC-40, успіх       | ASDS «OISLY», успіх            | невдача                      |
| 78/1            | Запустили третю серію із 60 інтернет-супутників, один із яких для тестування спеціально зроблений темнішим, як реакція на скарги астрономів про «засмічування неба» штучними яскравими об'єктами |                     |                                          |                                  |                                   |                                |                                |                              |
| 79/2            | Block 5, В1046.4 | 19 січня, 15:30     | In-Flight Abort Test                     | 12050 кг, Суборбіталь- ний політ | НАСА (CCD)                        | КЦ Кеннеді, LC-39А, успіх      | без спроби                     | без обтікача                 |
| 79/2            | Випробовували систему аварійного порятунку пілотованого космічного корабля Dragon 2. Вона необхідна, щоб у випадку збою у роботі ракети (найімовірніше — це вибух) швидко відкинути від неї корабель за допомогою восьми двигунів SuperDraco і безпечно посадити його. Увімкнення САП відбулося на висоті 19 км під час досягнення ракетою максимального динамічного тиску на 84-й секунді польоту. Ракета заплановано зруйнувалася, Dragon 2 відлетів від неї на 1,5 км зі швидкістю 2400 км/год та прискоренням 3,3g, досягнувши апогею у 40 км. Вантажний відсік від'єднався, стабілізаційні парашути розкрилися на висоті 5,8 км, а головні — на 2 км. Капсула опустилася в океан за 42 км від берега. Її підійняли на рятувальний корабель, а отримані дані (включно із показниками датчиків на двох манекенах, що знаходилися всередині) дозволили зробити висновок про можливість проведення місії SpaceX DM-2. Відео із відстикуванням та вибухом ракети |                     |                                          |                                  |                                   |                                |                                |                              |
| 80/3            | Block 5, В1051.3 | 29 січня, 14:07     | Starlink 3                               | 15600 кг, ННО                    | SpaceX                            | Канаверал, SLC-40, успіх       | ASDS «OISLY», успіх            | 1 успіх, 1 із води           |
| 80/3            | Супутники відстикувалися на круговій орбіті заввишки 290 км |                     |                                          |                                  |                                   |                                |                                |                              |
| 81/4            | Block 5 B1056.4 | 17 лютого, 17:05    | Starlink 4                               | 15600 кг, ННО                    | SpaceX                            | Канаверал, SLC-40, успіх       | ASDS «OISLY», невдача          | невдача                      |
| 81/4            | Цього разу супутники вирушили у самостійний політ при досягненні еліптичної орбіти 212 км×386 км. Прискорювач здійснив посадку в океан через неправильні дані про вітер. Пошкоджені половинки обтікача доставили у порт, бустер повернути не вдалося |                     |                                          |                                  |                                   |                                |                                |                              |
| 82/5            | Block 5, B1059.2 | 7 березня, 04:50    | SpaceX CRS-20                            | 1977 кг, ННО                     | НАСА (CRS)                        | Канаверал, SLC-40, успіх       | наземний майданчик LZ-1, успіх | без обтікача                 |
| 82/5            | Завершальний політ першої фази програми співпраці із НАСА «CRS». Останній запуск вантажного космічного корабля Dragon 1, надалі використовуватиметься Dragon 2, що зможе перевозити людей. Відбулася п'ятдесята успішна посадка прискорювача |                     |                                          |                                  |                                   |                                |                                |                              |
| 83/6            | Block 5, B1048.5 | 18 березня, 12:16   | Starlink 5                               | 15600 кг, ННО                    | SpaceX                            | КЦ Кеннеді, LC-39А, успіх      | ASDS «OISLY», невдача          | 2 із води                    |
| 83/6            | Вперше прискорювач запускали вп'яте, а обтікач вдруге. Ракета виконала свою місію, попри поломку одного двигуна першого ступеня, що відбулася перед їх запланованим вимкненням. Це сталося через потрапляння очисної рідини на один із сенсорів. Подібних проблем не ставалося ще із CRS-1 у 2012 році |                     |                                          |                                  |                                   |                                |                                |                              |
| 84/7            | Block 5, B1051.4 | 22 квітня, 19:30    | Starlink 6                               | 15600 кг, ННО                    | SpaceX                            | КЦ Кеннеді, LC-39А, успіх      | ASDS «OISLY», успіх            | 2 із води                    |
| 84/7            | Обтікач попередньо використовували під час місії AMOS-17. Здійснивши цей політ, Falcon 9 побила рекорд по кількості запусків серед нині активних ракет, що попередньо належав Atlas V |                     |                                          |                                  |                                   |                                |                                |                              |
| 85/8            | Block 5, B1058.1 | 30 травня, 19:22    | SpaceX DM-2 (Dragon C206)                | 2 астронавти +100 кг, ННО        | НАСА (CCD)                        | КЦ Кеннеді, LC-39А, успіх      | ASDS «OISLY», успіх            | без обтікача                 |
| 85/8            | Це друга демонстраційна місія КК Dragon 2. Вперше із 2011 року (політ останнього Спейс Шаттла) було запущено двох «американських астронавтів із американської землі». На МКС вони пробудуть від одного до трьох місяців. Ця подія стала дуже популярною у YouTube: SpaceX на піку мав 4,1 млн. переглядів. А на узбережжі біля космодрому зібралося ~150 тисяч чоловік. 31 травня о 17:22 астронавти зійшли на борт МКС |                     |                                          |                                  |                                   |                                |                                |                              |
| 86/9            | Block 5, B1049.5 | 4 червня, 01:25     | Starlink 7                               | 15600 кг, ННО                    | SpaceX                            | Канаверал, SLC-40, успіх       | ASDS «JRtI», успіх             | 1 із води                    |
| 86/9            | Серед запущених супутників був експериментальний «VisorSat» — Starlink, що має відкидні щитки для запобігання віддзеркаленню сонячних променів від поверхні сателіта і зменшення таким чином «забруднення небосхилу». Вперше одному й тому самому прискорювачу вдалося вп'яте здійснити посадку. Для цього використали плавучу платформу «Just Read the Instructions», яка раніше застосовувалася на Західному узбережжі |                     |                                          |                                  |                                   |                                |                                |                              |
| 87/10           | Block 5, B1059.3 | 13 червня, 09:21    | Starlink 8, SkySat 16-18                 | 15410 кг, ННО                    | SpaceX, Planet Labs               | Канаверал, SLC-40, успіх       | ASDS «OISLY», успіх            | 2 із води                    |
| 87/10           | Разом із 58-ма апаратами Starlink запустили три супутника SkySat для спостереження Землі. Вперше перед запуском не виконували статичне вогневе випробування. Обидві половинки обтікача вже літали раніше |                     |                                          |                                  |                                   |                                |                                |                              |
| 88/11           | Block 5, B1060.1 | 30 червня, 20:10    | GPS-III SV03                             | 4311 кг, СНО                     | Повітряні сили США                | Канаверал, SLC-40, успіх       | ASDS «JRtI», успіх             | 2 із води                    |
| 88/11           | Запуск GPS-супутника. Вперше ПС США дозволили SpaceX керовано повернути прискорювач, за що отримала знижку у «кілька мільйонів доларів» від домовлених раніше $96,5 млн |                     |                                          |                                  |                                   |                                |                                |                              |
| 89/12           | Block 5, B1058.2 | 20 липня, 21:30     | Anasis 2                                 | ~5500 кг, ГПО                    | Сухопутні війська Кореї           | Канаверал, SLC-40, успіх       | ASDS «JRtI», успіх             | 2 успіх                      |
| 89/12           | Запуск спеціалізованого військового супутника для Південної Кореї. Побито рекорд по найменшому інтервалу між запусками, який раніше належав Спейс Шатлу Атлантіс: 51 день від минулого польоту даного першого ступеня проти 54 днів у космічного човника. Вперше вдалося упіймати обидві половинки обтікача (відео) |                     |                                          |                                  |                                   |                                |                                |                              |
| 90/13           | Block 5, B1051.5 | 7 серпня, 5:12      | Starlink 9, Global-7, 8                  | 14932 кг, ННО                    | SpaceX, BlackSky                  | КЦ Кеннеді, LC-39А, успіх      | ASDS «OISLY», успіх            | 2 із води                    |
| 90/13           | Запуск 57 власних супутників та ще двох супутників компанії BlackSky |                     |                                          |                                  |                                   |                                |                                |                              |
| 91/14           | Block 5, B1049.6 | 18 серпня, 14:31    | Starlink 10, SkySat 19-21                | 15440 кг, ННО                    | SpaceX, Planet Labs               | Канаверал, SLC-40, успіх       | ASDS «OISLY», успіх            | 1 успіх, 1 із води           |
| 91/14           | Разом із 58 апаратами Starlink запустили три супутника SkySat. Обтікач уже літав із Starlink 3, а прискорювач вперше запустили шостий раз. Відео упіймання половинки обтікача |                     |                                          |                                  |                                   |                                |                                |                              |
| 92/15           | Block 5, B1059.4 | 30 серпня, 23:19    | SAOCOM 1В, GNOMES-1, Tyvak-0172          | 3130 кг, ССО                     | CONAE, PlanetiQ, Tyvak            | Канаверал, SLC-40, успіх       | наземний майданчик LZ-1, успіх | 2 із води                    |
| 92/15           | Підйом аргентинського супутника та ще двох вторинних вантажів. Зазвичай на полярну орбіту запускали із західного узбережжя, що дозволяло пролітати над океаном. Із флоридського майданчику підйом на таку орбіту здійснено вперше за останні 50 років. Спочатку ракета летіла на південний схід, облітаючи населені території, а вже другий ступінь ліг на південний курс, бо навіть у разі аварії досягнута висота не дозволить великим уламкам впасти на землю. Відео зі звуком від старту до приземлення тривалістю 2:20 хвилини |                     |                                          |                                  |                                   |                                |                                |                              |
| 93/16           | Block 5, B1060.2 | 3 вересня, 12:46    | Starlink 11                              | 15600 кг, ННО                    | SpaceX                            | КЦ Кеннеді, LC-39А, успіх      | ASDS «OISLY», успіх            | невдача                      |
| 93/16           | Безпосередньо перед запуском SpaceX повідомила, що бета-тестування Starlink-інтернету серед працівників компанії показало «наднизьку затримку сигналу та швидкість завантаження вищу за 100 Мб/с» |                     |                                          |                                  |                                   |                                |                                |                              |
| 94/17           | Block 5, B1058.3 | 6 жовтня, 11:29     | Starlink 12                              | 15600 кг, ННО                    | SpaceX                            | КЦ Кеннеді, LC-39А, успіх      | ASDS «OISLY», успіх            | 1 успіх, 1 із води           |
| 94/17           | Половинку обтікача вперше використали втретє. Запуск відбувся із п'ятої спроби, основною причиною перенесення старту були погані погодні умови |                     |                                          |                                  |                                   |                                |                                |                              |
| 95/18           | Block 5, B1051.6 | 18 жовтня, 12:25    | Starlink 13                              | 15600 кг, ННО                    | SpaceX                            | КЦ Кеннеді, LC-39А, успіх      | ASDS «OISLY», успіх            | 2 успіх                      |
| 95/18           | Підняли чергові 60 інтернет-супутників. Цього разу обидві половинки обтікача летіли втретє |                     |                                          |                                  |                                   |                                |                                |                              |
| 96/19           | Block 5, B1060.3 | 24 жовтня, 15:31    | Starlink 14                              | 15600 кг, ННО                    | SpaceX                            | Канаверал, SLC-40, успіх       | ASDS «JRtI», успіх             | 2 із води                    |
| 96/19           | Це був сотий успішний запуск ракети сімейства Falcon. Обидві половинки обтікача дістали із води кораблем «Go Ms. Chief» |                     |                                          |                                  |                                   |                                |                                |                              |
| 97/20           | Block 5, B1062.1 | 5 листопада, 23:24  | GPS-III SV04                             | 4311 кг, СНО                     | Повітряні сили США                | Канаверал, SLC-40, успіх       | ASDS «OISLY», успіх            | 2 із води                    |
| 97/20           | Запустили GPS-супутник. Попередня спроба запуску була відмінена за дві секунди до старту через передчасне увімкнення двох двигунів. Після перевірки загалом на трьох нових бустерах замінили п'ять Мерлінів |                     |                                          |                                  |                                   |                                |                                |                              |
| 98/21           | Block 5, B1061.1 | 16 листопада, 00:27 | SpaceX Crew-1 (Dragon C207)              | ~6000 кг, ННО (МКС)              | НАСА (CCD)                        | КЦ Кеннеді, LC-39А, успіх      | ASDS «JRtI», успіх             | без обтікача                 |
| 98/21           | Перша ротація екіпажу комерційної програми перевезення астронавтів після закінчення пілотованої тестової місії DM-2. Корабель Dragon 2 «Resilience» доправив на міжнародну космічну станцію чотирьох астронавтів, які пробудуть там 6 місяців. Ілон Маск був відсутній під час цієї події, оскільки захворів на COVID-19. Стикування із МКС відбулося 17 листопада, 04:15 (UTC) |                     |                                          |                                  |                                   |                                |                                |                              |
| 99/22           | Block 5, B1063.1 | 21 листопада, 17:17 | Sentinel-6 Michael Freilich (Jason-CS A) | 1192 кг, П ННО                   | НАСА (LSP), ЄКА, NOAA             | Ванденберг, SLC-4E, успіх      | наземний майданчик LZ-4, успіх | 2 із води                    |
| 99/22           | Запуск супутника для високоточного відстеження підвищення рівня моря, а також прогнозування погоди та моделювання клімату. Обидві половинки обтікача дістали із води кораблем «NRC Quest», оскільки SpaceX не має корабля-ловця в Тихому океані |                     |                                          |                                  |                                   |                                |                                |                              |
| 100/23          | Block 5, B1049.7 | 25 листопада, 02:13 | Starlink 15                              | 15600 кг, ННО                    | SpaceX                            | Канаверал, SLC-40, успіх       | ASDS «OISLY», успіх            | 2 із води                    |
| 100/23          | 100-й запуск для ракети Falcon 9. Вперше бустер був використаний сьомий раз |                     |                                          |                                  |                                   |                                |                                |                              |
| 101/24          | Block 5, B1058.4 | 6 грудня, 16:17     | SpaceX CRS-21 (Cargo Dragon C208)        | 2972 кг, ННО (МКС)               | НАСА (CRS)                        | КЦ Кеннеді, LC-39А, успіх      | ASDS «OISLY», успіх            | без обтікача                 |
| 101/24          | 100-й успішний запуск для ракети Falcon 9. Перший запуск SpaceX по другій фазі контракту CRS2. Було використано вантажний варіант нового космічного корабля Dragon 2, що здатен перевозити до 50 % більше наукового вантажу. Ним стало приладдя для експериментів із тканинами серця, мозку та лейкоцитами. Додатковим зовнішнім навантаженням був Bishop Airlock Module, призначений для запуску CubeSat зі станції (відео із модулем у багажному відсіку корабля). Стикування із МКС відбулося 7 грудня, 18:40 (UTC). Вперше до МКС пристиковані відразу два кораблі Dragon — пілотований і вантажний |                     |                                          |                                  |                                   |                                |                                |                              |
| 102/25          | Block 5, B1051.7 | 13 грудня, 17:30    | SXM-7                                    | 7000 кг, ГПО                     | Sirius XM                         | Канаверал, SLC-40, успіх       | ASDS «JRtI», успіх             | 2 із води                    |
| 102/25          | Запуск високопродуктивного (з генерованою потужністю понад 20 кВт) супутника радіомовлення для Digital audio radio service (DARS). Він дозволяє транслювати на радіоприймачі без необхідності мати великі супутникові антени на землі. Вперше для запуску комерційного КВ було використано бустер, який літав більше 4-х разів, та повторно одну половинку обтікача. Вже вдруге прискорювач повернувся на ASDS у порт сильно нахиленим, опираючись лише на три посадкові опори |                     |                                          |                                  |                                   |                                |                                |                              |
| 103/26          | Block 5, B1059.5 | 19 грудня, 14:00    | NROL-108                                 | ~7000 кг, ННО                    | Національний офіс рекогностування | КЦ Кеннеді, LC-39А, успіх      | наземний майданчик LZ-1, успіх | 2 із води                    |
| 103/26          | Запущено секретний американський супутник в інтересах Національного управління військово-космічної розвідки США (NRO). Побито рекорд минулих років щодо кількості запусків |                     |                                          |                                  |                                   |                                |                                |                              |

### 2021 рік
| Політ №/ за рік | Ракета, бустер | Дата запуску (UTC)  | Місія                                                              | Маса, орбіта         | Замовник                     | Стартовий майданчик, результат | Посадка, результат             | Повернення половинок обтікача |
| 104/1           | Block 5, B1060.4 | 8 січня, 03:28      | Türksat 5A                                                         | 3500 кг, ГПО         | SpaceX Türksat               | Канаверал, SLC-40, успіх       | ASDS «JRtI», успіх             | 1 із води                     |
| 104/1           | Запуск першого з двох турецьких геостаціонарних супутників зв'язку п'ятого поколіния виробництва Airbus Defence and Space. Уп'ятдесяте використали вже літавший прискорювач. Обидві половинки обтікача раніше здійснили польоти 20 і 30 червня 2020 року в місіях GPS III-03 і Anasis-2. Спроба упіймати одну з них призвела до пошкодження половинки |                     |                                                                    |                      |                              |                                |                                |                               |
| 105/2           | Block 5, B1051.8 | 20 січня, 13:02     | Starlink 16                                                        | 15600 кг, ННО        | SpaceX                       | КЦ Кеннеді, LC-39А, успіх      | ASDS «JRtI», успіх             | невдача                       |
| 105/2           | Вперше прискорювач летів восьмий раз. Кількість запущених на цей момент власних інтернет-супутників перевищила 1000 одиниць |                     |                                                                    |                      |                              |                                |                                |                               |
| 106/3           | Block 5, B1058.5 + розгінний блок SHERPA FX | 24 січня, 15:00     | Transporter-1 (SmallSat Rideshare Mission 1)                       | ~5000 кг, ССО        | Various, SpaceX              | Канаверал, SLC-40, успіх       | ASDS «OISLY», успіх            | 2 із води                     |
| 106/3           | Спільний запуск 143 малих супутників для 30 різних компаній включно з ELaNa 35 (PTD-1) та 10 апаратами Starlink, які вперше розмістять на полярній орбіті. Побито рекорд по кількості одночасно запущених сателітів |                     |                                                                    |                      |                              |                                |                                |                               |
| 107/4           | Block 5, B1060.5 | 4 лютого, 6:19      | Starlink 18                                                        | 15600 кг, ННО        | SpaceX                       | Канаверал, SLC-40, успіх       | ASDS «OISLY», успіх            | 2 із води                     |
| 107/4           | Новий рекорд по часу відновлення і повторного запуску прискорювача — 27 днів |                     |                                                                    |                      |                              |                                |                                |                               |
| 108/5           | Block 5, B1059.6 | 16 лютого, 3:59     | Starlink 19                                                        | 15600 кг, ННО        | SpaceX                       | Канаверал, SLC-40, успіх       | ASDS «OISLY», невдача          | 1 із води                     |
| 108/5           | Ракета вдало запустила супутники попри автоматичне вимкнення на підйомі вийшовшого із ладу двигуна, гнучка ізоляція біля основи сопла якого пошкодилася і стала пропускати гарячий газ. Це не вплинуло на запуск, бо Falcon 9 розрахований на відмову до 2-х двигунів. Для посадки перший ступень використовує 3 Раптори — центральний та 2 по периметру, розташовані під кутом 180° — вони оснащені системою повторного запалювання. Тому пошкодження одного з них вплинуло на можливість гальмування під час входження в атмосферу, і прискорювачу не вистачило тяги для здійснення посадки на плавучу платформу |                     |                                                                    |                      |                              |                                |                                |                               |
| 109/6           | Block 5, B1049.8 | 4 березня, 8:24     | Starlink 17                                                        | 15600 кг, ННО        | SpaceX                       | КЦ Кеннеді, LC-39А, успіх      | ASDS «OISLY», успіх            | 2 із води                     |
| 109/6           | Вперше половинку обтікача використали четвертий раз |                     |                                                                    |                      |                              |                                |                                |                               |
| 110/7           | Block 5, B1058.6 | 11 березня, 8:13    | Starlink 20                                                        | 15600 кг, ННО        | SpaceX                       | Канаверал, SLC-40, успіх       | ASDS «JRtI», успіх             | 2 із води                     |
| 110/7           | |                     |                                                                    |                      |                              |                                |                                |                               |
| 111/8           | Block 5, B1051.9 | 14 березня, 10:01   | Starlink 21                                                        | 15600 кг, ННО        | SpaceX                       | КЦ Кеннеді, LC-39А, успіх      | ASDS «OISLY», успіх            | 2 із води                     |
| 111/8           | Вперше прискорювач летів дев'ятий раз |                     |                                                                    |                      |                              |                                |                                |                               |
| 112/9           | Block 5, B1060.6 | 24 березня, 8:28    | Starlink 22                                                        | 15600 кг, ННО        | SpaceX                       | Канаверал, SLC-40, успіх       | ASDS «OISLY», успіх            | 2 із води                     |
| 112/9           | SpaceX цього разу і надалі вирішила відмовитися від ідеї ловлі половинок обтікача за допомогою кораблів із сітками. Натомість їх підійматиме із води обладнане краном судно «Shelia Bordelon» |                     |                                                                    |                      |                              |                                |                                |                               |
| 113/10          | Block 5, B1058.7 | 7 квітня, 16:34     | Starlink 23                                                        | 15600 кг, ННО        | SpaceX                       | Канаверал, SLC-40, успіх       | ASDS «OISLY», успіх            | 1 із води                     |
| 113/10          | |                     |                                                                    |                      |                              |                                |                                |                               |
| 114/11          | Block 5, B1061.2 | 23 квітня, 9:49     | SpaceX Crew-2 (Dragon C206.2)                                      | ~12500 кг, ННО (МКС) | НАСА (CCD)                   | КЦ Кеннеді, LC-39А, успіх      | ASDS «OISLY», успіх            | без обтікача                  |
| 114/11          | Вперше четверо астронавтів відправлено на МКС за допомогою вже літавших корабля та прискорювача |                     |                                                                    |                      |                              |                                |                                |                               |
| 115/12          | Block 5, B1060.7 | 29 квітня, 3:44     | Starlink 24                                                        | 15600 кг, ННО        | SpaceX                       | Канаверал, SLC-40, успіх       | ASDS «JRtI», успіх             | 2 із води                     |
| 115/12          | |                     |                                                                    |                      |                              |                                |                                |                               |
| 116/13          | Block 5, B1049.9 | 4 травня, 19:01     | Starlink 25                                                        | 15600 кг, ННО        | SpaceX                       | КЦ Кеннеді, LC-39А, успіх      | ASDS «OISLY», успіх            | 1 із води                     |
| 117/14          | Block 5, B1051.10 | 9 травня, 6:42      | Starlink 27                                                        | 15600 кг, ННО        | SpaceX                       | КЦ Кеннеді, LC-39А, успіх      | ASDS «JRtI», успіх             | 2 із води                     |
| 117/14          | Вперше прискорювач здійснив десятий політ |                     |                                                                    |                      |                              |                                |                                |                               |
| 118/15          | Block 5, B1058.8 | 15 травня, 22:56    | Starlink 26, Capella-6, Tyvak-0130                                 | ~13700 кг, ННО       | SpaceX, Tyvak, Capella Space | КЦ Кеннеді, LC-39А, успіх      | ASDS «JRtI», успіх             | 1 із води                     |
| 118/15          | Запустили 52 власних супутників і 2 на замовлення |                     |                                                                    |                      |                              |                                |                                |                               |
| 119/16          | Block 5, B1063.2 | 26 травня, 18:59    | Starlink 28                                                        | 15600 кг, ННО        | SpaceX                       | Канаверал, SLC-40, успіх       | ASDS «JRtI», успіх             | 2 із води                     |
| 119/16          | Запустили 60 власних супутників. Вперше половинку обтікача використали п'ятий раз |                     |                                                                    |                      |                              |                                |                                |                               |
| 120/17          | Block 5, B1067.1 | 3 червня, 17:29     | SpaceX CRS-22, ELaNa 36                                            | 3328 кг, ННО (МКС)   | НАСА (CRS)                   | КЦ Кеннеді, LC-39А, успіх      | ASDS «OISLY», успіх            | без обтікача                  |
| 120/17          | Відправили на МКС дві сонячні панелі, деякі складові системи життєзабезпечення та 100 дитинчат кальмарів для дослідження впливу на них мікрогравітації |                     |                                                                    |                      |                              |                                |                                |                               |
| 121/18          | Block 5, B1061.3 | 6 червня, 04:26     | SXM-8                                                              | 7000 кг, ГПО         | Sirius XM                    | Канаверал, SLC-40, успіх       | ASDS «JRtI», успіх             | 2 із води                     |
| 121/18          | Запуск високопродуктивного (з генерованою потужністю понад 20 кВт) супутника радіомовлення для Digital audio radio service (DARS). Він дозволить транслювати на радіоприймачі без необхідності мати великі супутникові антени на землі |                     |                                                                    |                      |                              |                                |                                |                               |
| 122/19          | Block 5, B1062.2 | 17 червня, 17:09    | GPS-III SV05                                                       | 3681 кг, СНО         | Повітряні сили США           | Канаверал, SLC-40, успіх       | ASDS «JRtI», успіх             | 2 із води                     |
| 122/19          | Запуск GPS-супутника |                     |                                                                    |                      |                              |                                |                                |                               |
| 123/20          | Block 5, B1060.8 | 30 червня, 19:31    | Transporter-2 (SmallSat Rideshare Mission 2)                       | ~11000 кг, ССО       | Various                      | Канаверал, SLC-40, успіх       | наземний майданчик LZ-1, успіх | 2 із води                     |
| 123/20          | Запустили 88 супутників |                     |                                                                    |                      |                              |                                |                                |                               |
| 124/21          | Block 5, B1061.4 | 29 серпня, 07:14    | SpaceX CRS-23                                                      | ~2200 кг, ННО (МКС)  | НАСА (CRS)                   | КЦ Кеннеді, LC-39А, успіх      | ASDS «ASOG», успіх             | 2 із води                     |
| 124/21          | Дебютувала плавуча платформа «A Shortfall Of Gravitas» |                     |                                                                    |                      |                              |                                |                                |                               |
| 125/22          | Block 5, B1049.10 | 14 вересня, 03:55   | Starlink 2-1                                                       | 13260 кг, П ННО      | SpaceX                       | Ванденберг, SLC-4E, успіх      | ASDS «OISLY», успіх            | 2 із води                     |
| 125/22          | |                     |                                                                    |                      |                              |                                |                                |                               |
| 126/23          | Block 5, B1062.3 | 16 вересня, 2:56    | Inspiration4                                                       | 12519 кг, ННО        | Джаред Айзекман              | КЦ Кеннеді, LC-39А, успіх      | ASDS «JRtI», успіх             | без обтікача                  |
| 126/23          | |                     |                                                                    |                      |                              |                                |                                |                               |
| 127/24          | Block 5, B1067.2 | 11 листопада, 2:03  | SpaceX Crew-3                                                      | ~13000 кг, ННО (МКС) | НАСА (CCD)                   | КЦ Кеннеді, LC-39А, успіх      | ASDS «ASOG», успіх             | без обтікача                  |
| 127/24          | |                     |                                                                    |                      |                              |                                |                                |                               |
| 128/25          | Block 5, B1058.9 | 13 листопада, 12:19 | Starlink 4-1                                                       | ~15,600 кг, ННО      | SpaceX                       | Канаверал, SLC-40, успіх       | ASDS «JRtI», успіх             | 2 із води                     |
| 128/25          | |                     |                                                                    |                      |                              |                                |                                |                               |
| 129/26          | Block 5, B1063.3 | 24 листопада, 6:21  | DART, LICIACube                                                    | 500 кг, ГЦО          | НАСА ASI(LSP)                | Ванденберг, SLC-4E, успіх      | ASDS «OISLY», успіх            | 2 із води                     |
| 129/26          | Запуск космічного апарата до подвійного астероїда «65803 Дідим». У проєкті DART вивчається можливість зміни траєкторії астероїда «Дідим B» внаслідок зіткнення з космічним апаратом масою 500 кілограм на швидкості близько 5 км/с. Перед зіткненням від КА має відокремитися зонд «LICIACube», який фотографуватиме процес та передаватиме зображення на Землю. |                     |                                                                    |                      |                              |                                |                                |                               |
| 130/27          | Block 5, B1060.9 | 2 грудня, 23:12     | Starlink 4-3 (48 супутників) SXRS-2: BlackSky Global (2 супутника) | ~14,500 кг, ННО      | SpaceX, Spaceflight, Inc.    | Канаверал, SLC-40, успіх       | ASDS «ASOG», успіх             | 2 із води                     |
| 130/27          | |                     |                                                                    |                      |                              |                                |                                |                               |
| 131/28          | Block 5, B1061.5 | 9 грудня, 06:00     | IXPE                                                               | 320 кг, ННО          | НАСА (LSP)                   | КЦ Кеннеді, LC-39А, успіх      | ASDS «JRtI», успіх             | 2 із води                     |
| 131/28          | Запуск космічної обсерваторії з трьома ідентичними телескопами, призначеної для вимірювання поляризації космічних рентгенівських променів |                     |                                                                    |                      |                              |                                |                                |                               |
| 132/29          | Block 5, B1051.11 | 18 грудня, 12:41    | Starlink 4-4                                                       | 15,600 кг, ННО       | SpaceX                       | Ванденберг, SLC-4E, успіх      | ASDS «OISLY», успіх            | 2 із води                     |
| 132/29          | Запуск 52 супутників Starlink версії 1.5 на орбіту з нахилом 53,22°. Вперше прискорювач здійснив 11 успішних посадок. Цього разу плавуча платформа знаходилася за 638 км від місця старту. |                     |                                                                    |                      |                              |                                |                                |                               |
| 133/30          | Block 5, B1067.3 | 19 грудня, 3:58     | Türksat 5B                                                         | 4500 кг, ГПО         | Türksat                      | Канаверал, SLC-40, успіх       | ASDS «ASOG», успіх             |                               |
| 133/30          | Запуск турецького супутника зв'язку. Це перший геостаціонарний супутник, частково побудований у Туреччині |                     |                                                                    |                      |                              |                                |                                |                               |
| 134/31          | Block 5, B1069.1 | 21 грудня, 10:06    | SpaceX CRS-24                                                      | кг, ННО (МКС)        | НАСА (CRS)                   | КЦ Кеннеді, LC-39А, успіх      | ASDS «JRtI», успіх             |                               |
| 134/31          | Сота вдала посадка першого ступеня |                     |                                                                    |                      |                              |                                |                                |                               |

### 2022 рік
| Політ №/ за рік | Ракета, бустер | Дата запуску (UTC)  | Місія                                                       | Маса, орбіта         | Замовник                                                     | Стартовий майданчик, результат | Посадка, результат      |
| 135/1           | Block 5, B1062.4 | 6 січня, 21:49      | Starlink 4-5 (49 супутників)                                | ~14,500 кг, ННО      | SpaceX                                                       | КЦ Кеннеді, LC-39А, успіх      | ASDS «ASOG», успіх      |
| 136/2           | Block 5, B1058.10 | 13 січня, 15:25     | Transporter-3 (SmallSat Rideshare Mission)                  | ~2,000—2,500 кг, ССО | Various                                                      | Канаверал, SLC-40, успіх       | наземн. майдан., успіх  |
| 136/2           | Разом із багатьма іншими малими супутниками запустили й український сателіт Січ-2-30 — оптичний супутник, призначений для отримання цифрових фото поверхні Землі у видимому та ближньому інфрачервоному діапазонах. Загальна вартість проєкту — понад 245 млн грн., із яких оплата послуг SpaceX — близько чверті суми. О 20:15 (за Києвом) апарат вперше самостійно пролетів над Україною і встановив зв'язок |                     |                                                             |                      |                                                              |                                |                         |
| 137/3           | Block 5, B1060.10 | 19 січня, 0:04      | Starlink 4-6 (49 супутників)                                | ~14,500 кг, ННО      | SpaceX                                                       | КЦ Кеннеді, LC-39А, успіх      | ASDS «ASOG», успіх      |
| 138/4           | Block 5, B1052.3 | 31 січня, 23:11     | CSG-2                                                       | ~2,205 кг, ССО       | ASI                                                          | Канаверал, SLC-40, успіх       | наземн. майдан., успіх  |
| 139/5           | Block 5, B1071.1 | 2 лютого, 20:27     | NROL-87                                                     | кг, ССО              | Національний офіс рекогностування                            | Ванденберг, SLC-4E             | наземн. майдан., успіх  |
| 139/5           | Запуск секретного американського супутника в інтересах Національного управління військово-космічної розвідки США (NRO) |                     |                                                             |                      |                                                              |                                |                         |
| 140/6           | Block 5, B1061.6 | 3 лютого, 18:13     | Starlink 4-7 (49 супутників)                                | 14500 кг, ННО        | SpaceX                                                       | КЦ Кеннеді, LC-39А, успіх      | ASDS «ASOG», успіх      |
| 140/6           | Половинку обтікача використали рекордний шостий раз. Наступного дня збільшення густини атмосфери внаслідок магнітної бурі призвів до падіння 38 із запущених супутників |                     |                                                             |                      |                                                              |                                |                         |
| 141/7           | Block 5, B1058.11 | 21 лютого, 14:44    | Starlink 4-8 (46 супутників)                                | 13600 кг, ННО        | SpaceX                                                       | Канаверал, SLC-40, успіх       | ASDS «ASOG», успіх      |
| 142/8           | Block 5, B1063.4 | 25 лютого, 17:12    | Starlink 4-11 (50 супутників)                               | 14750 кг, ННО        | SpaceX                                                       | Ванденберг, SLC-4E             | ASDS «OISLY», успіх     |
| 142/8           | 150-ий запуск ракети сімейства Falcon |                     |                                                             |                      |                                                              |                                |                         |
| 143/9           | Block 5, B1060.11 | 3 березня, 14:25    | Starlink 4-9 (47 супутників)                                | 13900 кг, ННО        | SpaceX                                                       | КЦ Кеннеді, LC-39А, успіх      | ASDS «JRtI», успіх      |
| 144/10          | Block 5, B1052.4 | 9 березня, 13:45    | Starlink 4-10 (48 супутників)                               | 14160 кг, ННО        | SpaceX                                                       | Канаверал, SLC-40, успіх       | ASDS «ASOG», успіх      |
| 145/11          | Block 5, B1051.12 | 19 березня, 3:24    | Starlink 4-12 (53 супутника)                                | 16250 кг, ННО        | SpaceX                                                       | Канаверал, SLC-40, успіх       | ASDS «JRtI», успіх      |
| 146/12          | Block 5, B1061.7 | 1 квітня, 16:24     | Transporter-4 (SmallSat Rideshare Mission)                  | кг, ССО              | Various                                                      | Канаверал, SLC-40, успіх       | ASDS «JRtI», успіх      |
| 147/13          | Block 5, B1062.5 | 8 квітня, 15:17     | AX-1 (Dragon C207.2)                                        | 13000 кг, ННО (МКС)  | Axiom Space                                                  | КЦ Кеннеді, LC-39А, успіх      | ASDS «ASOG», успіх      |
| 147/13          | Перша приватна туристична місія на МКС. На борту знаходилось троє туристів (громадяни США, Канади та Ізраїлю) і один професійний астронавт |                     |                                                             |                      |                                                              |                                |                         |
| 148/14          | Block 5, B1071.2 | 17 квітня, 13:13    | NROL-85 (Intruder 13A, 13B)                                 | Засекречено, ННО     | Національний офіс рекогностування                            | Ванденберг, SLC-4E, успіх      | наземн. майдан., успіх  |
| 148/14          | Запуск секретного американського супутника в інтересах Національного управління військово-космічної розвідки США (NRO) |                     |                                                             |                      |                                                              |                                |                         |
| 149/15          | Block 5, B1060.12 | 21 квітня, 17:51    | Starlink 4-14 (53 супутника)                                | 16250 кг, ННО        | SpaceX                                                       | Канаверал, SLC-40, успіх       | ASDS «JRtI», успіх      |
| 150/16          | Block 5, B1067.4 | 27 квітня, 7:52     | SpaceX Crew-4                                               | ~13000 кг, ННО (МКС) | НАСА (CCD)                                                   | КЦ Кеннеді, LC-39А, успіх      | ASDS «ASOG», успіх      |
| 150/16          | Запуск пілотованого Crew Dragon |                     |                                                             |                      |                                                              |                                |                         |
| 151/17          | Block 5, B1062.6 | 29 квітня, 21:27    | Starlink 4-16 (53 супутника)                                | 16250 кг, ННО        | SpaceX                                                       | Канаверал, SLC-40, успіх       | ASDS «JRtI», успіх      |
| 152/18          | Block 5, B1058.12 | 6 травня, 9:46      | Starlink 4-17 (53 супутника)                                | 16250 кг, ННО        | SpaceX                                                       | КЦ Кеннеді, LC-39А, успіх      | ASDS «ASOG», успіх      |
| 153/19          | Block 5, B1063.5 | 13 травня, 22:07    | Starlink 4-13 (53 супутника)                                | 16250 кг, ННО        | SpaceX                                                       | Ванденберг, SLC-4E, успіх      | ASDS «OISLY», успіх     |
| 154/20          | Block 5, B1073.1 | 14 травня, 20:40    | Starlink 4-15 (53 супутника)                                | 16250 кг, ННО        | SpaceX                                                       | Канаверал, SLC-40, успіх       | ASDS «JRtI», успіх      |
| 155/21          | Block 5, B1052.5 | 18 травня, 10:59    | Starlink 4-18 (53 супутника)                                | 16250 кг, ННО        | SpaceX                                                       | КЦ Кеннеді, LC-39А, успіх      | ASDS «ASOG», успіх      |
| 156/22          | Block 5, B1061.8 | 25 травня, 18:27    | Transporter-5 (спільний запуск малих супутників)            | кг, ССО              | Various                                                      | Канаверал, SLC-40, успіх       | наземн. майдан, успіх   |
| 157/23          | Block 5, B1062.7 | 8 червня, 21:03     | Nilesat-301                                                 | 4100 кг, ГПО         | Nilesat                                                      | Канаверал, SLC-40, успіх       | ASDS «JRtI», успіх      |
| 157/23          | Запуск єгипетського супутника зв'язку |                     |                                                             |                      |                                                              |                                |                         |
| 158/24          | Block 5, B1060.13 | 17 червня, 16:09    | Starlink 4-19 (53 супутника)                                | 16250 кг, ННО        | SpaceX                                                       | КЦ Кеннеді, LC-39А, успіх      | ASDS «ASOG», успіх      |
| 159/25          | Block 5, B1071.3 | 18 червня, 14:19    | SARah-1                                                     | 4000 кг, ССО         | Федеральна розвідувальна служба Німеччини                    | Ванденберг, SLC-4E, успіх      | наземн. майдан, успіх   |
| 159/25          | Запуск супутника з фазованою антенною решіткою для німецької розвідувальної супутникової системи |                     |                                                             |                      |                                                              |                                |                         |
| 160/26          | Block 5, B1061.9 | 19 червня, 04:27    | Globalstar FM15                                             | ~700 кг, ННО         | Глобалстар                                                   | Мис Канаверал, SLC-40, успіх   | ASDS «JRtI», успіх      |
| 160/26          | Запуск низькоорбітального супутника зв'язку мережі Глобалстар другого покоління. |                     |                                                             |                      |                                                              |                                |                         |
| 161/27          | Block 5, B1073.2 | 29 червня, 21:04    | SES-22                                                      | ~3500 кг, ГПО        | SES                                                          | Мис Канаверал, SLC-40, успіх   | ASDS «ASOG», успіх      |
| 162/28          | Block 5, B1058.13 | 7 липня, 13:11      | Starlink 4-21 (53 супутника)                                | ~16250 кг, ННО       | SpaceX                                                       | Мис Канаверал, SLC-40, успіх   | ASDS «JRtI», успіх      |
| 163/29          | Block 5, B1063.6 | 11 липня, 01:39     | Starlink 3-1 (46 супутників)                                | ~13570 кг, ССО       | SpaceX                                                       | Ванденберг, SLC-4E, успіх      | ASDS «OISLY», успіх     |
| 164/30          | Block 5, B1067.5 | 15 липня, 00:44     | SpaceX CRS-25                                               | 2630 кг, ННО (МКС)   | НАСА (CRS)                                                   | КЦ Кеннеді, LC-39А, успіх      | ASDS «ASOG», успіх      |
| 165/31          | Block 5, B1051.13 | 17 липня, 14:20     | Starlink 4-22 (53 супутника)                                | ~16250 кг, ННО       | SpaceX                                                       | Мис Канаверал, SLC-40, успіх   | ASDS «JRtI», успіх      |
| 166/32          | Block 5, B1071.4 | 22 липня, 17:39     | Starlink 3-2 (46 супутників)                                | ~13570 кг, ССО       | SpaceX                                                       | Ванденберг, SLC-4E, успіх      | ASDS «OISLY», успіх     |
| 167/33          | Block 5, B1062.8 | 24 липня, 13:38     | Starlink 4-25 (53 супутника)                                | 16250 кг, ННО        | SpaceX                                                       | КЦ Кеннеді, LC-39А, успіх      | ASDS «ASOG», успіх      |
| 168/34          | Block 5, B1052.6 | 4 серпня, 23:08     | Danuri та мозаїка «Launch Your Photo into Deep Space Orbit» | ~679 кг, БМО та ГЦО  | Корейський аерокосмічний науково-дослідний інститут та Tesla | Мис Канаверал, SLC-40, успіх   | ASDS «JRtI», успіх      |
| 168/34          | Запуск першого південнокорейського місячного орбітального апарата |                     |                                                             |                      |                                                              |                                |                         |
| 169/35          | Block 5, B1073.3 | 10 серпня, 2:14     | Starlink 4-26 (52 супутника)                                | 16000 кг, ННО        | SpaceX                                                       | КЦ Кеннеді, LC-39А, успіх      | ASDS «ASOG», успіх      |
| 170/36          | Block 5, B1061.10 | 12 серпня, 21:40    | Starlink 3-3 (46 супутників)                                | ~14100 кг, ССО       | SpaceX                                                       | Ванденберг, SLC-4E, успіх      | ASDS «OISLY», успіх     |
| 171/37          | Block 5, B1062.9 | 19 серпня, 19:21    | Starlink 4-27 (53 супутника)                                | ~16250 кг, ННО       | SpaceX                                                       | Мис Канаверал, SLC-40, успіх   | ASDS «ASOG», успіх      |
| 172/38          | Block 5, B1069.2 | 28 серпня, 3:41     | Starlink 4-23 (54 супутника)                                | ~16700 кг, ННО       | SpaceX                                                       | Мис Канаверал, SLC-40, успіх   | ASDS «ASOG», успіх      |
| 173/39          | Block 5, B1063.7 | 31 серпня, 5:40     | Starlink 3-4 (46 супутників)                                | ~14200 кг, ССО       | SpaceX                                                       | Ванденберг, SLC-4E, успіх      | ASDS «OISLY», успіх     |
| 174/40          | Block 5, B1052.7 | 5 вересня, 2:09     | Starlink 4-20 (51 супутник)                                 | ~16000 кг, ННО       | SpaceX                                                       | Мис Канаверал, SLC-40, успіх   | ASDS «JRtI», успіх      |
| 175/41          | Block 5, B1058.14 | 11 вересня, 1:20    | Starlink 4-2 (34 супутника), BlueWalker-3                   | ~11938 кг, ННО       | SpaceX та AST SpaceMobile                                    | КЦ Кеннеді, LC-39А, успіх      | ASDS «ASOG», успіх      |
| 176/42          | Block 5, B1067.6 | 19 вересня, 00:18   | Starlink 4-34 (54 супутника)                                | ~16700 кг, ННО       | SpaceX                                                       | Мис Канаверал, SLC-40, успіх   | ASDS «JRtI», успіх      |
| 177/43          | Block 5, B1073.4 | 24 вересня, 23:32   | Starlink 4-35 (52 супутника)                                | ~16100 кг, ННО       | SpaceX                                                       | Мис Канаверал, SLC-40, успіх   | ASDS «ASOG», успіх      |
| 178/44          | Block 5, B1077.1 | 5 жовтня, 16:00     | SpaceX Crew-5                                               | ~13000 кг, ННО (МКС) | НАСА (CCD)                                                   | КЦ Кеннеді, LC-39А, успіх      | ASDS «JRtI», успіх      |
| 179/45          | Block 5, B1071.5 | 5 жовтня, 23:10     | Starlink 4-29 (52 супутника)                                | ~16100 кг, ННО       | SpaceX                                                       | Ванденберг, SLC-4E, успіх      | ASDS «OISLY», успіх     |
| 180/46          | Block 5, B1060.14 | 8 жовтня, 23:05     | Galaxy 33 та Galaxy 34 (2 супутника)                        | 7350 кг, ГПО         | Intelsat                                                     | Мис Канаверал, SLC-40, успіх   | ASDS «ASOG», успіх      |
| 181/47          | Block 5, B1069.3 | 15 жовтня, 5:22     | Hotbird 13F                                                 | ~4500 кг, ГПО        | Eutelsat                                                     | Мис Канаверал, SLC-40, успіх   | ASDS «JRtI», успіх      |
| 182/48          | Block 5, B1062.10 | 20 жовтня, 14:50    | Starlink 4-36 (54 супутника)                                | ~16700 кг, ННО       | SpaceX                                                       | Мис Канаверал, SLC-40, успіх   | ASDS «ASOG», успіх      |
| 183/49          | Block 5, B1063.8 | 28 жовтня, 01:14    | Starlink 4-31 (53 супутника)                                | ~16700 кг, ННО       | SpaceX                                                       | Ванденберг, SLC-4E, успіх      | ASDS «OISLY», успіх     |
| FH4/50          | Falcon Heavy В1066 (центр.) | 1 листопада, 13:41  | USSF-44(Shepherd Demonstration & LDPE-2)                    | ~3800 кг, ГСО        | Космічні війська США та Lockheed Martin Space                | КЦ Кеннеді, LC-39A, успіх      | без спроби              |
| FH4/50          | B1064.1 | 1 листопада, 13:41  | USSF-44(Shepherd Demonstration & LDPE-2)                    | ~3800 кг, ГСО        | Космічні війська США та Lockheed Martin Space                | КЦ Кеннеді, LC-39A, успіх      | наз. майд. LZ -1, успіх |
| FH4/50          | B1065.1 | 1 листопада, 13:41  | USSF-44(Shepherd Demonstration & LDPE-2)                    | ~3800 кг, ГСО        | Космічні війська США та Lockheed Martin Space                | КЦ Кеннеді, LC-39A, успіх      | наз. майд. LZ -2, успіх |
| FH4/50          | Запуск Shepherd Demonstration для Космічних сил, а також космічного буксира LDPE-2, Tetra-1, LINUSS A1 та A2. |                     |                                                             |                      |                                                              |                                |                         |
| 184/51          | Block 5, B1067.7 | 3 листопада, 5:22   | Hotbird 13G                                                 | ~4500 кг, ГПО        | Eutelsat                                                     | Мис Канаверал, SLC-40, успіх   | ASDS «JRtI», успіх      |
| 185/52          | Block 5, B1051.14 | 12 листопада, 16:06 | Galaxy 31 та Galaxy 32 (2 супутника)                        | ~6600 кг, ГПО        | Intelsat                                                     | Мис Канаверал, SLC-40, успіх   | без спроби              |
| 186/53          | Block 5, B1049.11 | 23 листопада, 02:57 | Hotbird 10B                                                 | ~5500 кг, ГПО        | Eutelsat                                                     | Мис Канаверал, SLC-40, успіх   | без спроби              |
| 187/54          | Block 5, B1076.1 | 26 листопада, 19:20 | SpaceX CRS-26                                               | 3528 кг, ННО (МКС)   | НАСА (CRS)                                                   | КЦ Кеннеді, LC-39А, успіх      | ASDS «JRtI», успіх      |

### 2022 рік (доповнення)
| Ракета, бустер | Дата запуску (Київський час) | Місія                    | Маса, орбіта | Замовник    | Стартовий майданчик          |
| Block 5 | 15 грудня                    | O3b mPOWER 1-2           | 5100 кг, СНО | SES         | Канаверал, LC-39А або SLC-40 |
| Запуск перших двох супутників із 11-и супутників високої пропускної здатності з низькою затримкою для системи зв'язку O3b mPOWER від компанії SES |                              |                          |              |             |                              |
| Block 5 | 15 грудня                    | SWOT                     | 1850 кг, ННО | НАСА (LSP)  | Ванденберг, SLC-4E           |
| Запуск супутника для вимірювання висоти морської поверхні із сантиметровою точністю                                                               |                              |                          |              |             |                              |
| Block 5 | грудень                      | Masten Mission One (MM1) | кг, TLI      | НАСА (CLPS) | КЦ Кеннеді, LC-39А           |
| Запуск місяцехода XL-1 |                              |                          |              |             |                              |

## Подальші запуски

### 2023 рік і далі
Станом на початок серпня 2024 року SpaceX виконала понад 300 успішних посадок перших ступенів Falcon 9
| Ракета, бустер | Дата запуску (Київський час) | Місія                              | Маса, орбіта       | Замовник                                  | Стартовий майданчик           |
| Block 5 | 18 січня                     | GPS-III SV06                       | 3681 кг, СНО       | Повітряні сили США                        | Канаверал, LC-39А або SLC-40  |
| Запуск GPS-супутника |                              |                                    |                    |                                           |                               |
| Block 5 | січень 2023                  | O3b mPOWER 3-4                     | 5100 кг, СНО       | SES                                       | Канаверал, LC-39А або SLC-40  |
| Запуск наступних двох супутників із 11-и супутників високої пропускної здатності з низькою затримкою для системи зв'язку O3b mPOWER від компанії SES |                              |                                    |                    |                                           |                               |
| Block 5 | січень 2023                  | WorldView Legion 1-3               | 2250 кг, ССО       | DigitalGlobe                              | Ванденберг, SLC-4E            |
| Запуск перших трьох супутників угрупування WorldView Legion (1-3) |                              |                                    |                    |                                           |                               |
| Block 5 | [ 274 ]                      | Intelsat 40e, TEMPO                | кг, ГПО            | Intelsat, НАСА                            | Канаверал, LC-39А або SLC-40  |
| |                              |                                    |                    |                                           |                               |
| Falcon Heavy | 2023                         | Lunar Orbital Platform – Gateway   | кг, TLI            | НАСА (Artemis)                            | КЦ Кеннеді, LC-39А            |
| Будуть запущені два модулі: житловий (Habitation and Logistics Outpost) та модуль живлення (Power and Propulsion Element) |                              |                                    |                    |                                           |                               |
| Falcon Heavy | 2023                         | Психея, Янус                       | 2788 кг, ГЦО       | НАСА (Discovery)                          | КЦ Кеннеді, LC-39А            |
| Запуск космічного апарата для вивчення металевого астероїда 16 Психея. Додатково запустять два зонди для дослідження подвійних астероїдів (35107) 1991 VH і (175706) 1996 FG3 |                              |                                    |                    |                                           |                               |
| Block 5 | лютий 2023                   | O3b mPOWER 5-6                     | 5100 кг, СНО       | SES                                       | Канаверал, LC-39А або SLC-40  |
| Запуск наступних двох супутників із 11-и супутників високої пропускної здатності з низькою затримкою для системи зв'язку O3b mPOWER від компанії SES |                              |                                    |                    |                                           |                               |
| Block 5 | березень 2023                | WorldView Legion 4-7               | 2250 кг, ССО       | DigitalGlobe                              | Ванденберг, SLC-4E            |
| Запуск останніх трьох супутників угрупування WorldView Legion (4-7) |                              |                                    |                    |                                           |                               |
| Block 5 | березень 2023                | Intuitive Machines                 | ~1700 кг, TLS      | НАСА (CLPS)                               | КЦ Кеннеді, LC-39А            |
| Запуск на Місяць посадкового апарата Nova-C із місяцеходом Hakuto-R. Також буде доставлено два мініатюрних ровери для проведення перших місячних гонок |                              |                                    |                    |                                           |                               |
| Block 5 | березень 2023                | місяцехід Hakuto-R (додатковий КВ) | кг, TLI            | ispace                                    | Канаверал, LC-39А або SLC-40  |
| |                              |                                    |                    |                                           |                               |
| Falcon Heavy | перший квартал 2023          | Viasat-3                           | 6400 кг, ГСО       | Viasat, Inc.                              | КЦ Кеннеді, LC-39А            |
| Запуск супутника для надання широкосмугового доступу до інтернету. Для запуску було обрано саме Falcon Heavy, оскільки лише вона здатна вивести такий важкий супутник на орбіту, близьку до геостаціонарної. Подальші маневри для виходу на геостаціонарну орбіту мають бути незначними і супутник має здійснити їх самостійно |                              |                                    |                    |                                           |                               |
| Block 5 | перший квартал               | SES-18, 19                         | кг, ГПО            | SES                                       | Канаверал, LC-39А або SLC-40  |
| Підйом двох супутників |                              |                                    |                    |                                           |                               |
| Block 5 або FH | перший квартал               | Inmarsat-6B                        | кг                 | Inmarsat                                  | КЦ Кеннеді, LC-39А            |
| |                              |                                    |                    |                                           |                               |
| Block 5 | перший квартал               | SARah-2, 3                         | ~3600 кг, ССО      | Федеральна розвідувальна служба Німеччини | Ванденберг, SLC-4E            |
| Запуск двох спутників з РСА та пасивними антенами для німецької розвідувальної супутникової системи |                              |                                    |                    |                                           |                               |
| Falcon Heavy | другий кварал                | USSF-52                            | 6350 кг, ГПО       | Космічні війська США                      | КЦ Кеннеді, LC-39А            |
| Запуск секретного супутника для Космічних військ США |                              |                                    |                    |                                           |                               |
| Block 5 | літо 2023                    | MicroGeo                           | кг, ГПО            | Astranis                                  | Канаверал, LC-39А або SLC-40  |
| |                              |                                    |                    |                                           |                               |
| Block 5 | осінь 2023                   | ASBM 1, 2                          | кг, ВЕО            | Space Norway                              | Ванденберг, SLC-4E            |
| Підняття двох комунікаційних супутників системи Arctic Satellite Broadband Mission (ASBM) |                              |                                    |                    |                                           |                               |
| Block 5 | 2023                         | Satria                             | кг, ГПО            | PT Pasifik Satelit Nusantara              | Канаверал, LC-39А або SLC-40  |
| Запуск індонезійського супутника зв'язку |                              |                                    |                    |                                           |                               |
| Block 5 | 2023                         | O3b mPOWER 7-8                     | 5100 кг, СНО       | SES                                       | Канаверал, LC-39А або SLC-40  |
| Запуск наступних двох супутників із 11-и супутників високої пропускної здатності з низькою затримкою для системи зв'язку O3b mPOWER від компанії SES |                              |                                    |                    |                                           |                               |
| Block 5 | 2023-2026                    | Пілотовані місії                   | кг, ННО            | НАСА (CCD)                                | КЦ Кеннеді, LC-39А            |
| Мінімум два польоти на МКС |                              |                                    |                    |                                           |                               |
| Block 5 | 2024                         | O3b mPOWER 9-11                    | 3400 кг, СНО       | SES                                       | Канаверал, LC-39А або SLC-40  |
| Запуск двох останніх супутників із 11-и супутників високої пропускної здатності з низькою затримкою для системи зв'язку O3b mPOWER від компанії SES |                              |                                    |                    |                                           |                               |
| Block 5 | 2 травня 2024                | WorldView Legion 1-2               | 2250 кг, П ННО     | DigitalGlobe                              | Ванденберг, SLC-4E            |
| Запуск перших двох супутників Maxar Intelligence (з 6-ти) угрупування WorldView Legion в ході місії Maxar |                              |                                    |                    |                                           |                               |
| Block 5 | травень 2024                 | PACE                               | 1694 кг, ССО       | НАСА (LSP)                                | Канаверал, SLC-40             |
| Запуск космічного апарата для спостереження за кольором глобального океану, біогеохімією та екологією, а також за кругообігом вуглецю, аерозолями та хмарами |                              |                                    |                    |                                           |                               |
| Block 5 | червень 2024                 | SPHEREx                            | кг, СНО            | SES                                       | Ванденберг, SLC-4E            |
| |                              |                                    |                    |                                           |                               |
| Block 5 | серпень 2024                 | WorldView Legion 3-4               | 2250 кг, ССО       | DigitalGlobe                              | Канаверал, SLC-4E             |
| Запуск чергових двох супутників Maxar Intelligence (з 6-ти) угрупування WorldView Legion в ході місії Maxar |                              |                                    |                    |                                           |                               |
| Block 5 | 17 серпня 2024               | Tyche                              | ННО                | UK Space Agency (UKSA)                    | Ванденберг, Каліфорнія SLC-4E |
| Запуск першого військового супутника Tyche, який повністю належить Космічному командуванню Великої Британії та призначений для посилення можливостей у сфері розвідки, спостереження та рекогносцировки (ISR). |                              |                                    |                    |                                           |                               |
| Block 5 | жовтень 2024                 | IMAP, SWFO-L1, Lunar Trailblazer   | кг, Сонце–Земля L1 | НАСА (LSP)                                | КЦ Кеннеді, LC-39А            |
| |                              |                                    |                    |                                           |                               |
| Block 5 | 2023-2027                    | 13 запусків                        | кг                 | Космічні війська США                      |                               |
| |                              |                                    |                    |                                           |                               |
| Block 5 | 2024                         | принаймні 2 польоти Dragon XL      | кг, TLI            | НАСА (GLS)                                | КЦ Кеннеді, LC-39А            |
| |                              |                                    |                    |                                           |                               |
| Block 5 | 24 березня 2025              | NROL-69                            | Засекречено, ННО   | НАСА (GLS)                                | Канаверал, SLC-40, успіх      |
| |                              |                                    |                    |                                           |                               |

З 30 вересня 2024 року SpaceX призупинила запуски ракети Falcon 9 через проблему зі згорянням верхнього ступеня на сході з орбіти під час запуску екіпажу 28 вересня 2024 року, що стало другою аномалією верхнього ступеня менш ніж за три місяці для ракети-носія.